# 2010년 미스코리아

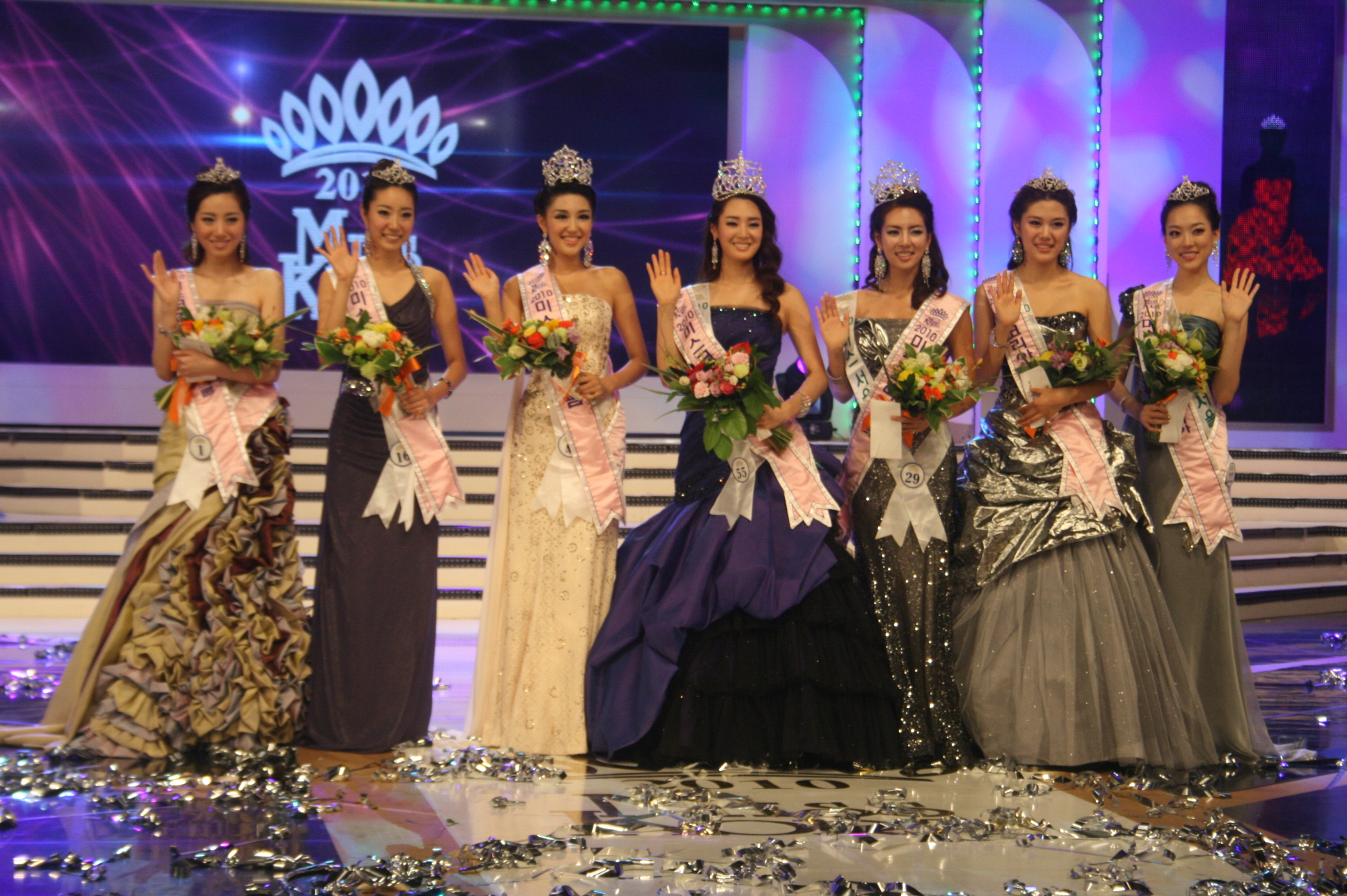
2010년 미스코리아 당선자들.

2010년 미스코리아는 2010년 7월 25일에 서울특별시 종로구의 세종문화회관에서 열린 쉰네번째 미스코리아 선발대회이다. 서울경제TV, tvN으로 중계하였다.

## 입상자
| 대회   |        | 진 (眞)         | 선 (善)                           | 미 (美) |
| ------ | ------ | --------------- | --------------------------------- | ------- |
| 본선   | 정소라 | 장윤진 · 김혜영 | 하현정 · 고현영 · 이귀주 · 안다혜 |         |
| 강원   | 정지은 | 홍지은          | 노주영                            |         |
| 경기   | 정지혜 | 정주연          | 배소윤                            |         |
| 경남   | 배현정 | 김남은          | 김수현                            |         |
| 경북   | 김혜영 | 이경민          | 유리나                            |         |
| 광주   | 정현화 | 하려원          | 황아현                            |         |
| 전남   | 정현화 | 하려원          | 황아현                            |         |
| 대구   | 김혜림 | 김하나          | 홍나리                            |         |
| 대전   | 황지애 | 박다영          | 김수지                            |         |
| 충남   | 황지애 | 박다영          | 김수지                            |         |
| 부산   | 고현영 | 옥수정          | 김은경                            |         |
| 서울   | 전주원 | 장윤진 · 정소라 | 박미소 · 하현정 · 홍지현          |         |
| 울산   | 임류연 | 김나경          | 윤은지                            |         |
| 인천   | 온인주 | 이나현          | 한채량                            |         |
| 전북   | 이귀주 | 이소민          | 강승아                            |         |
| 제주   | 이유정 | 황나리          | 현정미                            |         |
| 충북   | 홍태영 | 안다혜          | 양현정                            |         |
| 워싱턴 |        | 황인아          |                                   |         |

## 수상 결과
- 진(眞) : 정소라
- 선(善) : 장윤진, 김혜영
- 미(美) : 하현정, 고현영 (유니온그룹), 이귀주 (알펜시아), 안다혜 (한국일보)
- 우정상 : 김문정, 이유정
- 매너상 : 김수현
- 포토제닉상 : 장윤진
- 탤런트상 : 홍나리
- 네티즌인기상 : 유리나
- 해외동포상 : 장지아
- 공로상 : 김태희 (1963년 미스코리아 진)

## 참가자 사진

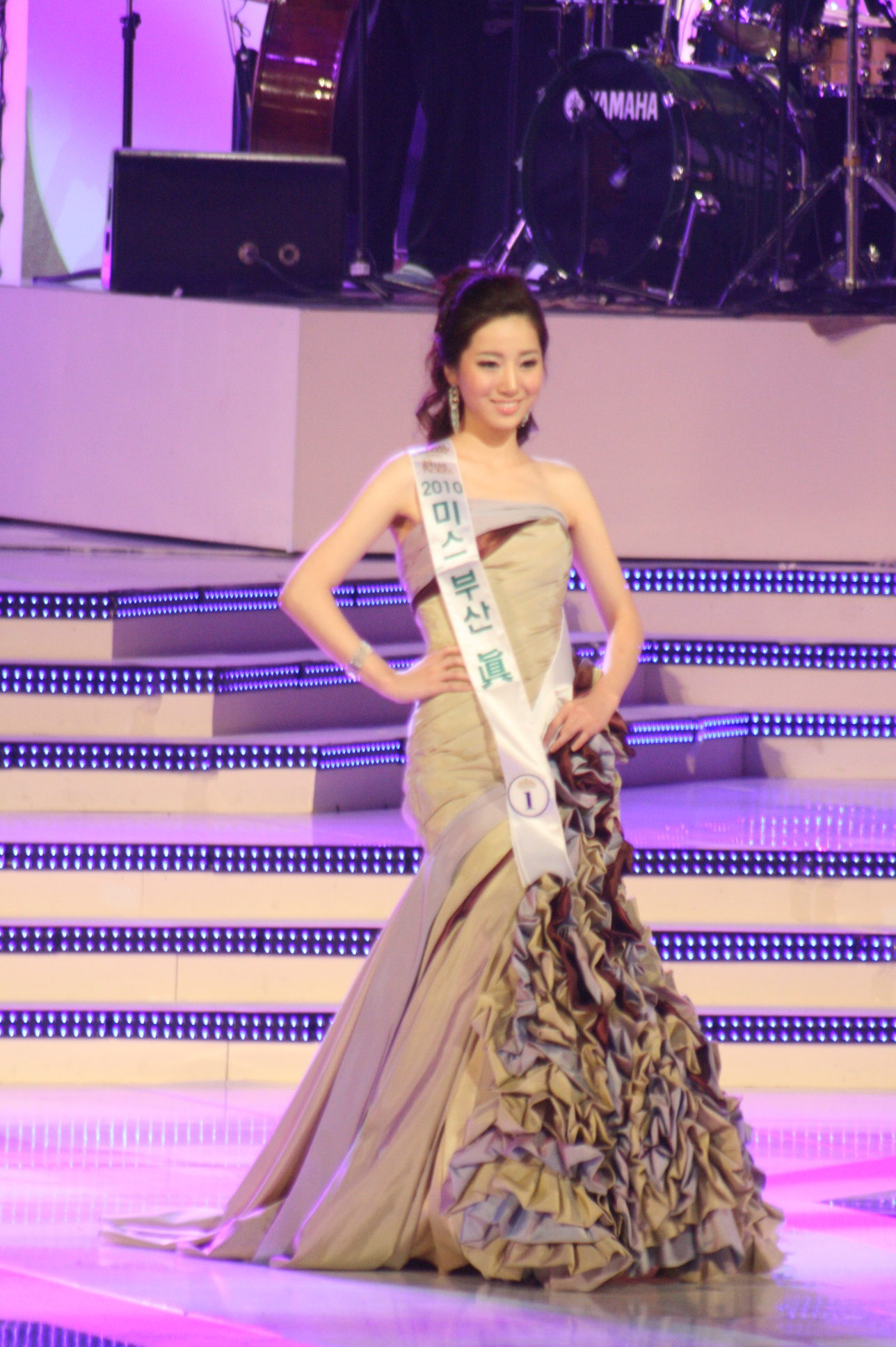
2010년 미스코리아 미 고현영, 미스 부산 진
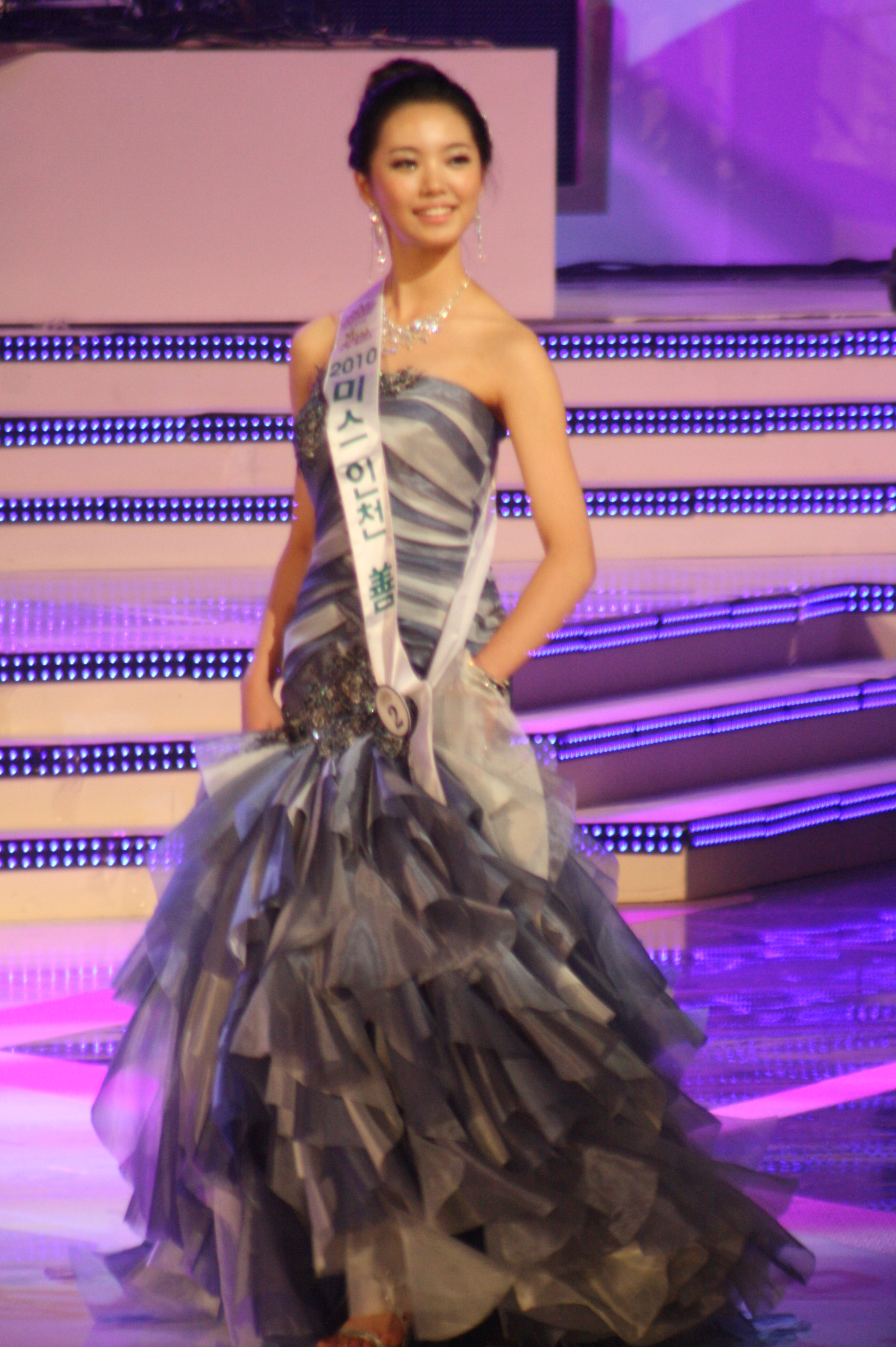
2010년 미스코리아 후보 이나현, 미스 인천 선
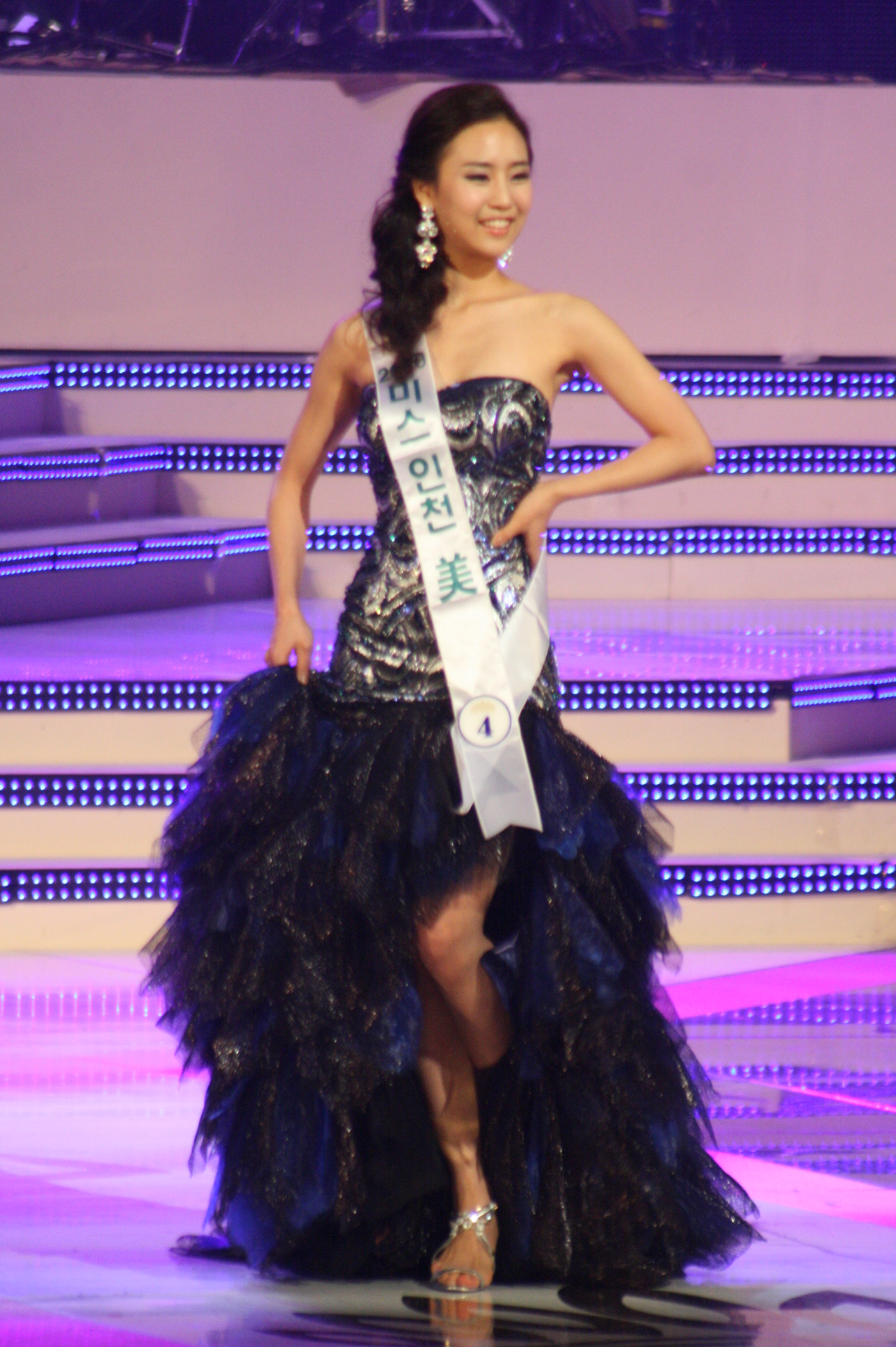
2010년 미스코리아 후보 한채량, 미스 인천 미
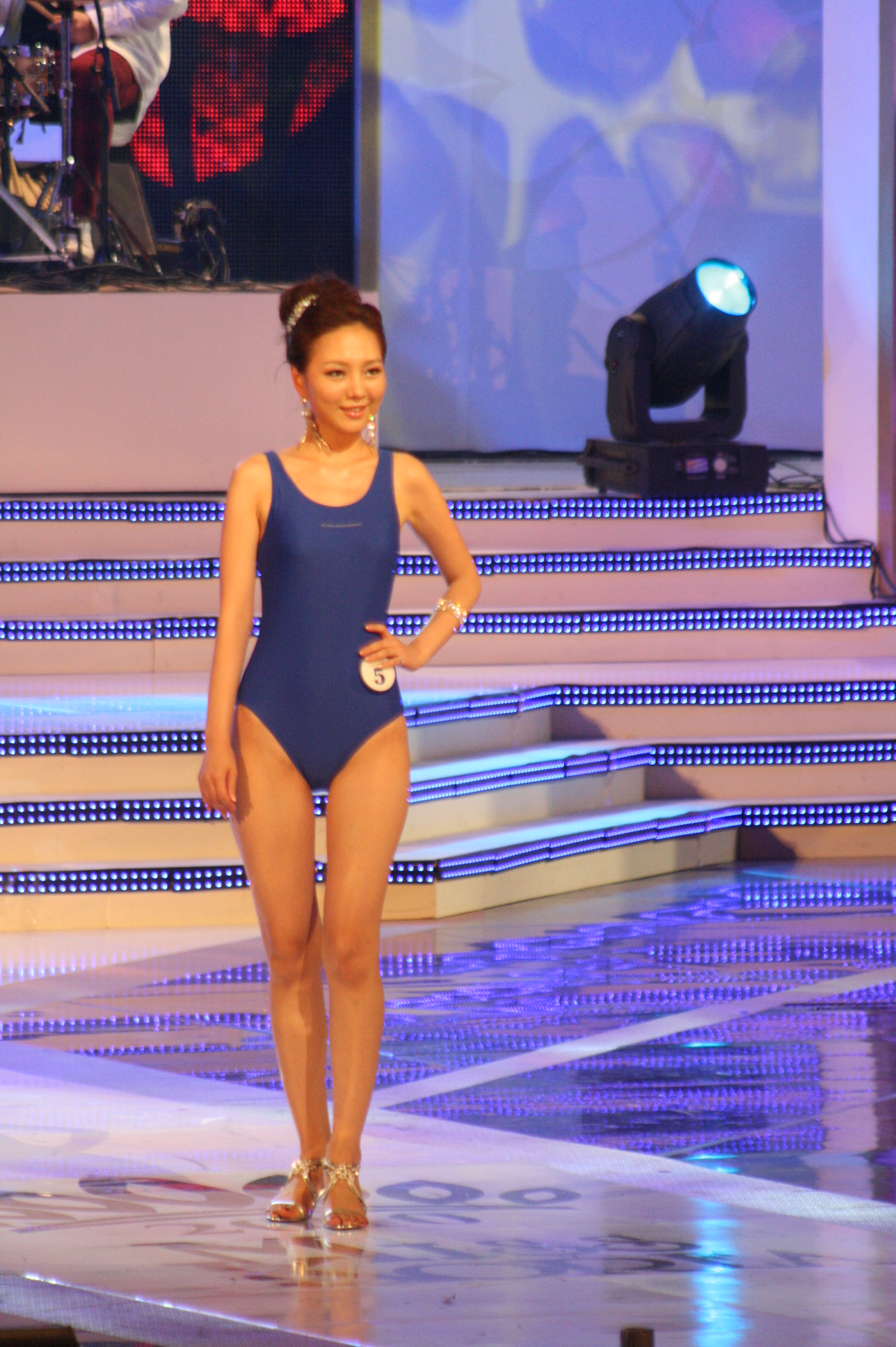
2010년 미스코리아 후보 윤은지, 미스 울산 미
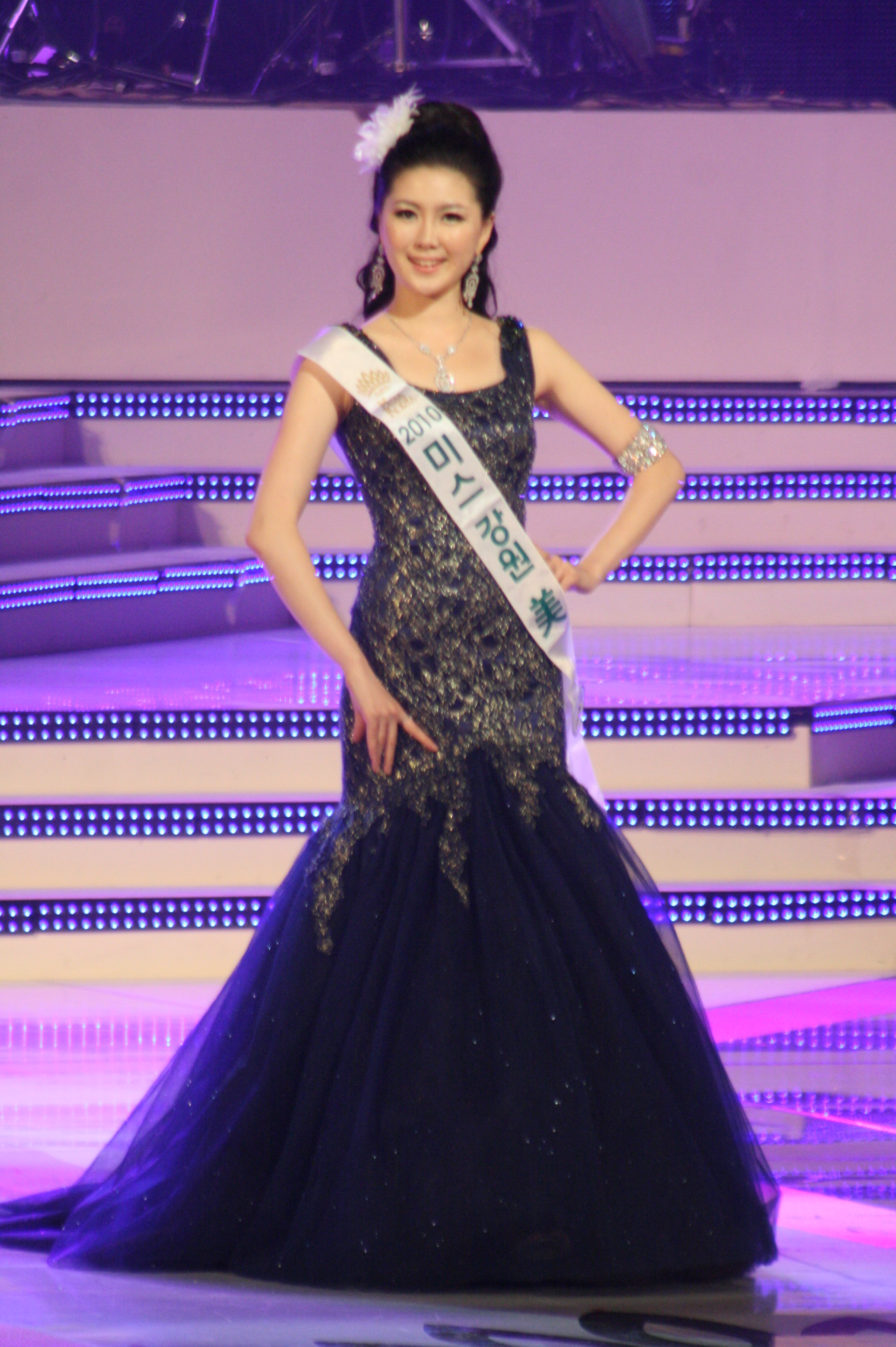
2010년 미스코리아 후보 노주영, 미스 강원 미
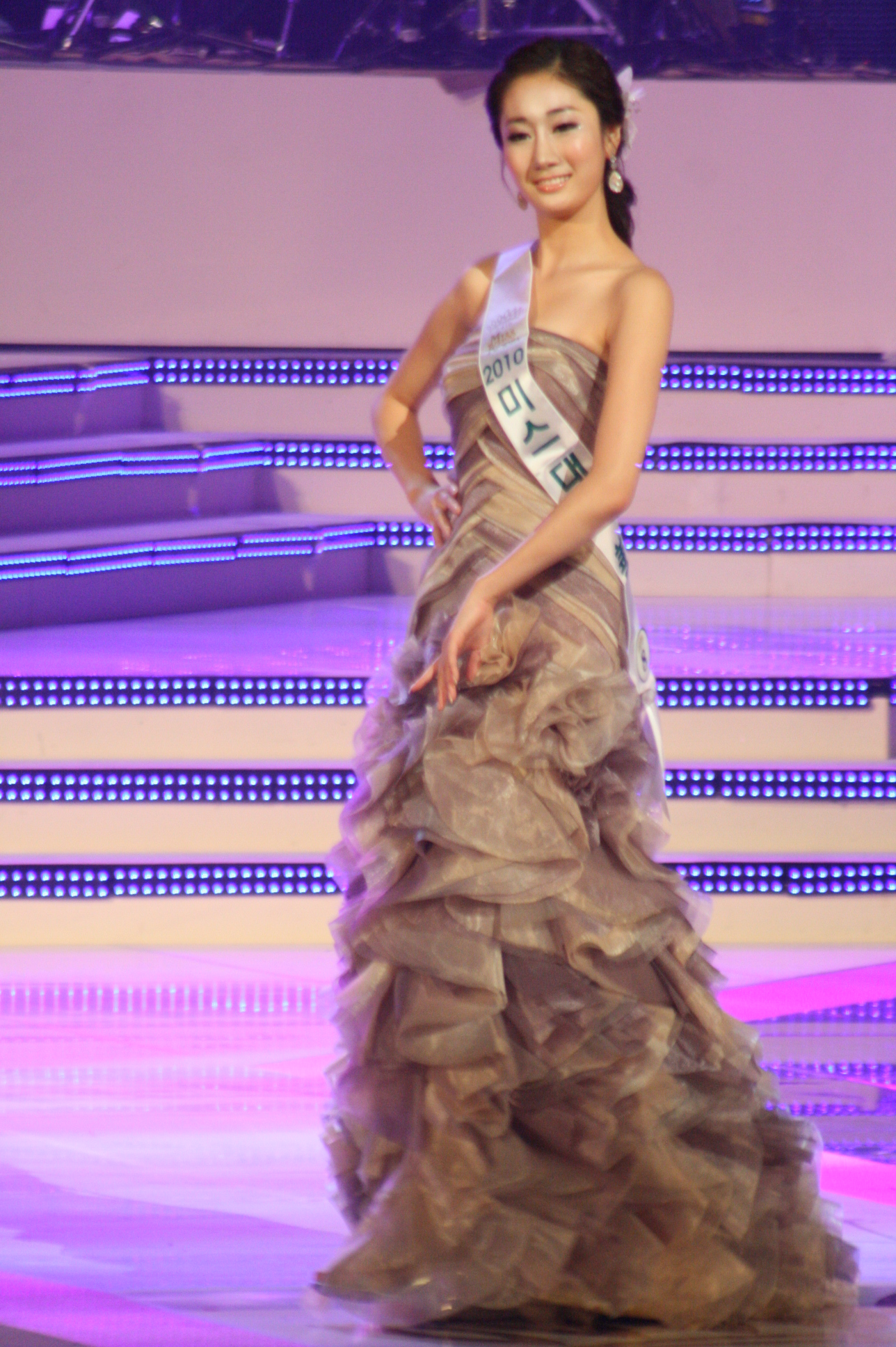
2010년 미스코리아 후보 김하나, 미스 대구 선
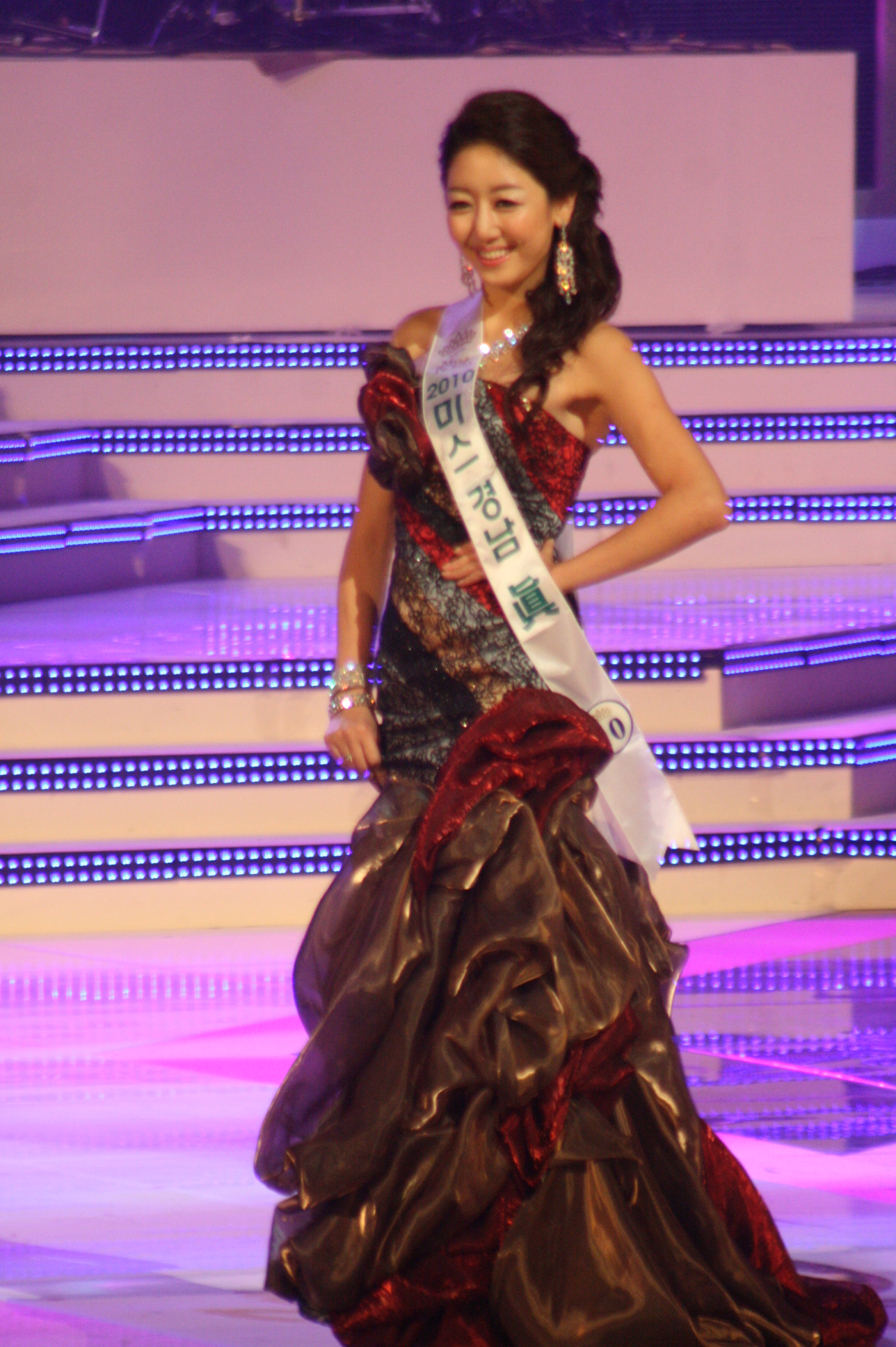
2010년 미스코리아 후보 배현정, 미스 경남 진
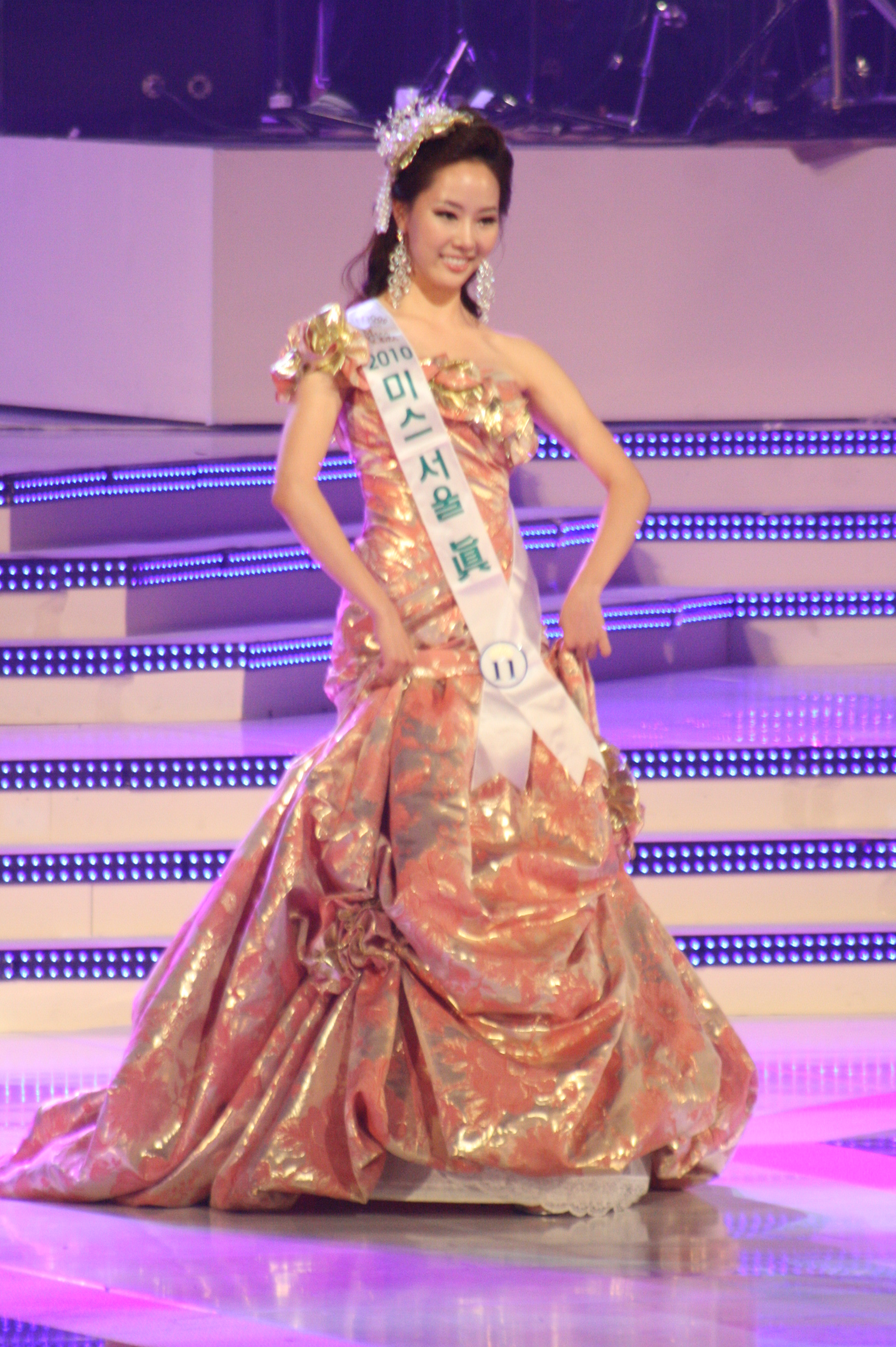
2010년 미스코리아 후보 전주원, 미스 서울 진
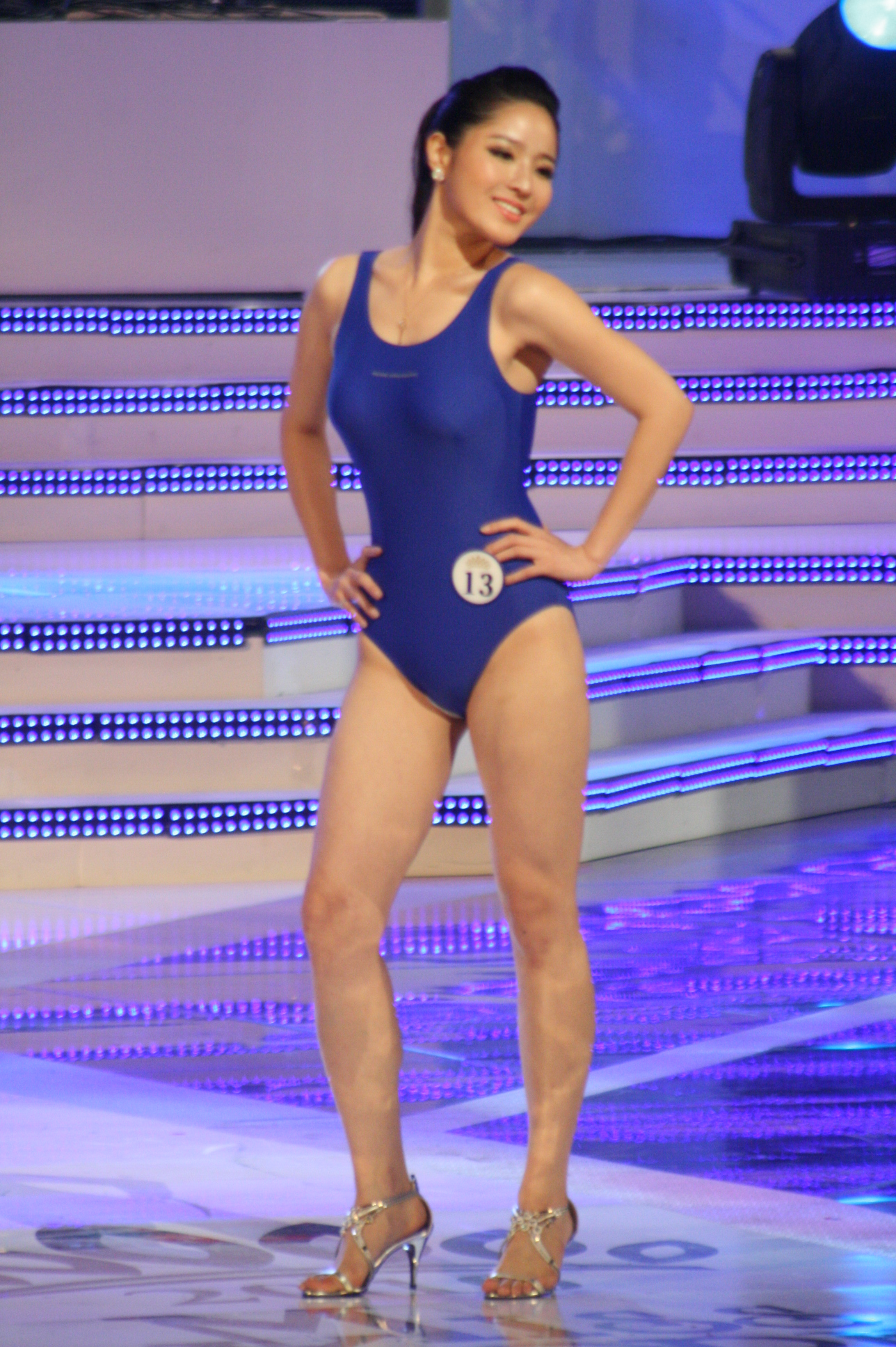
2010년 미스코리아 후보 유지민, 미스 뉴욕 선
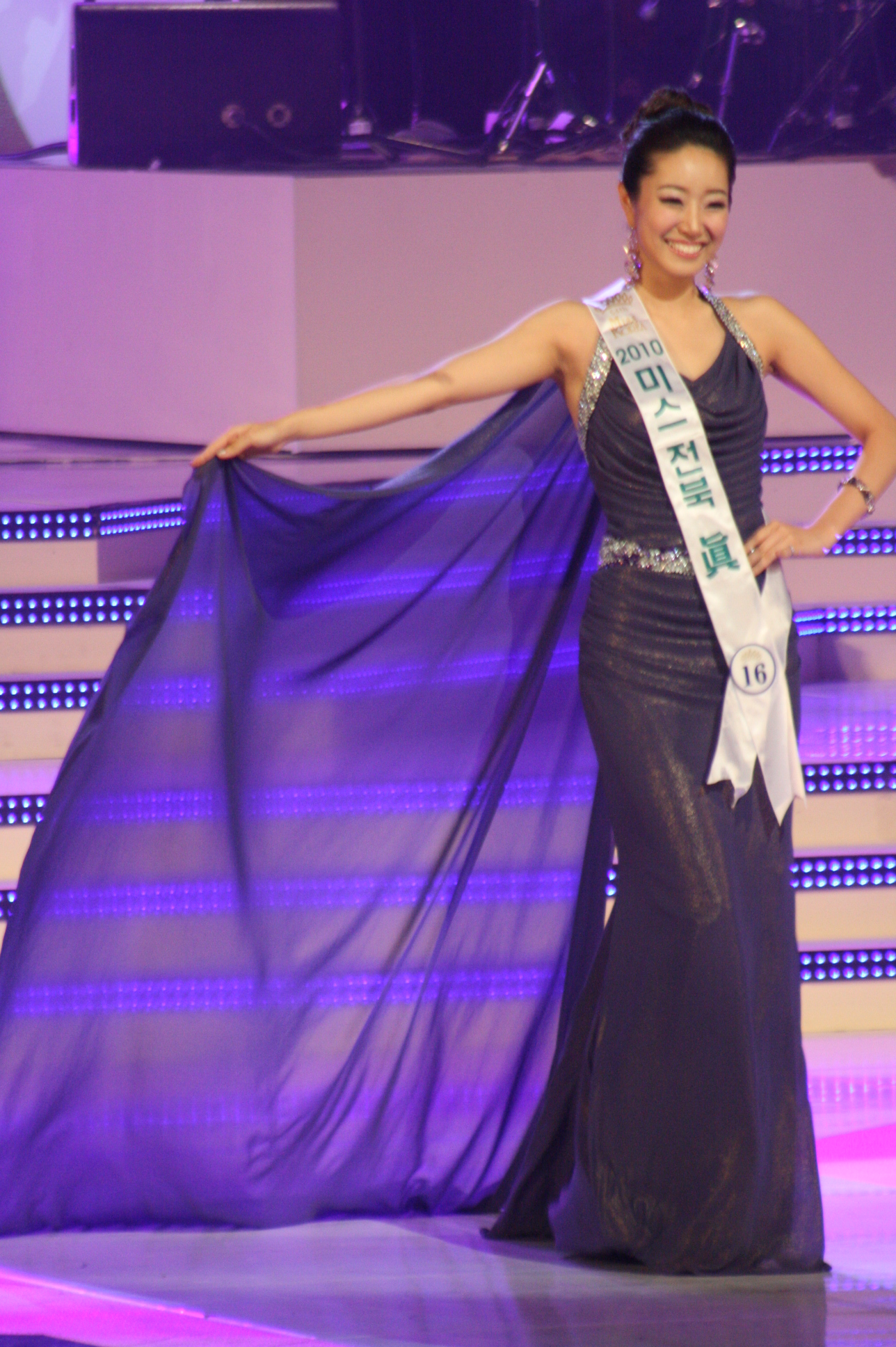
2010년 미스코리아 미 이귀주, 미스 전북 진
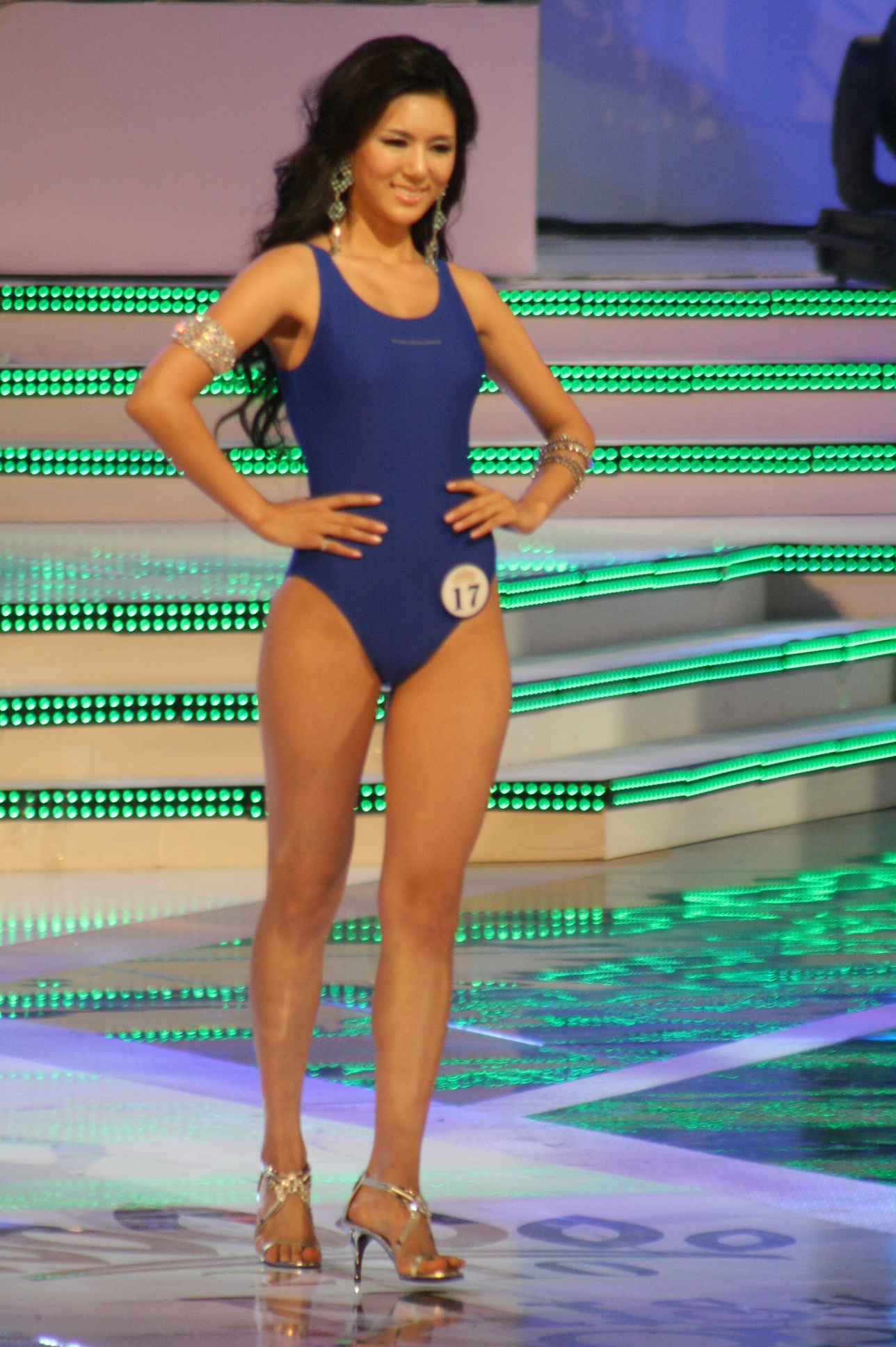
2010년 미스코리아 후보 김수현, 미스 경남 미
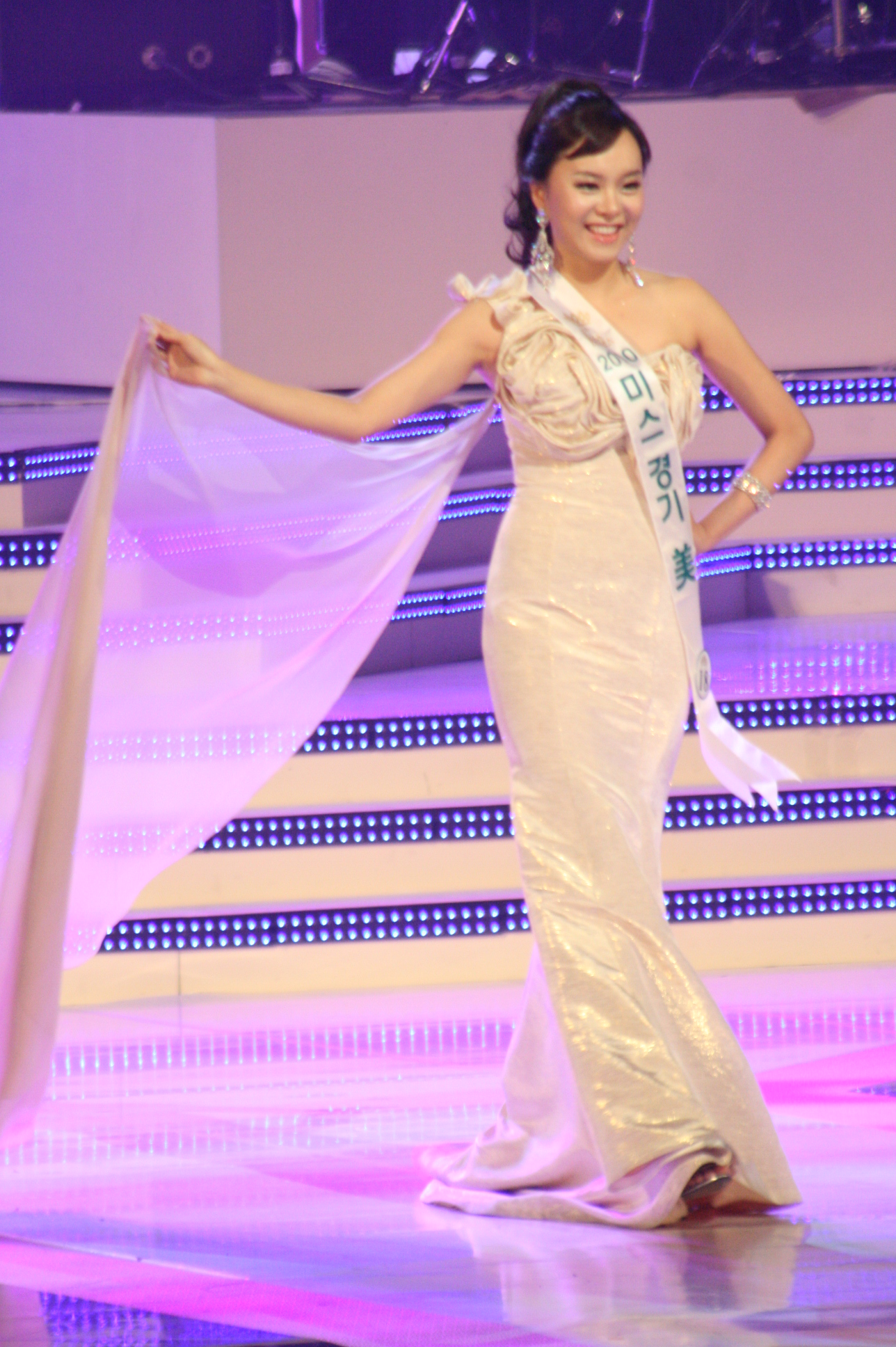
2010년 미스코리아 후보 배소윤, 미스 경기 미
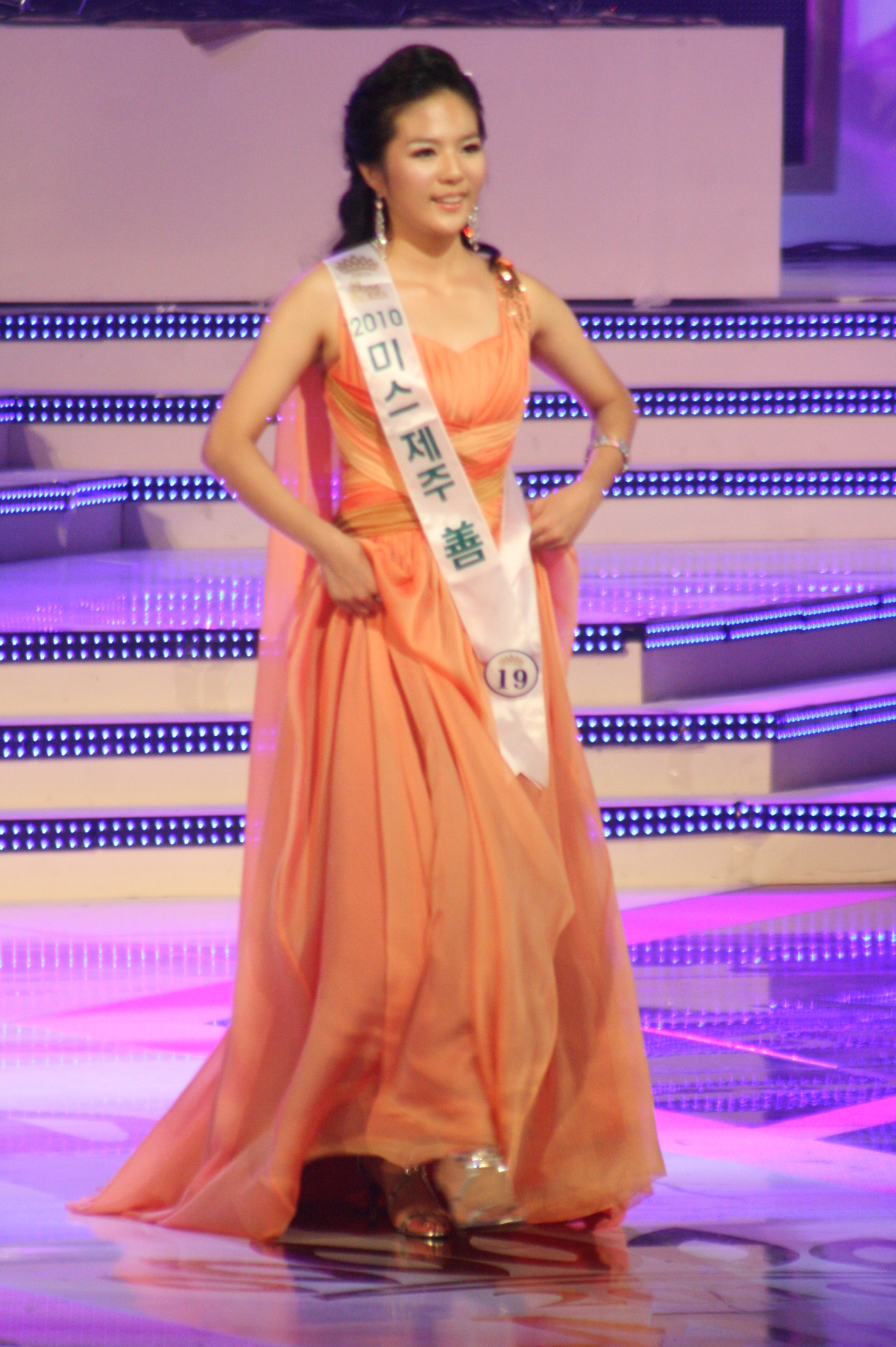
2010년 미스코리아 후보 황나리, 미스 제주 선
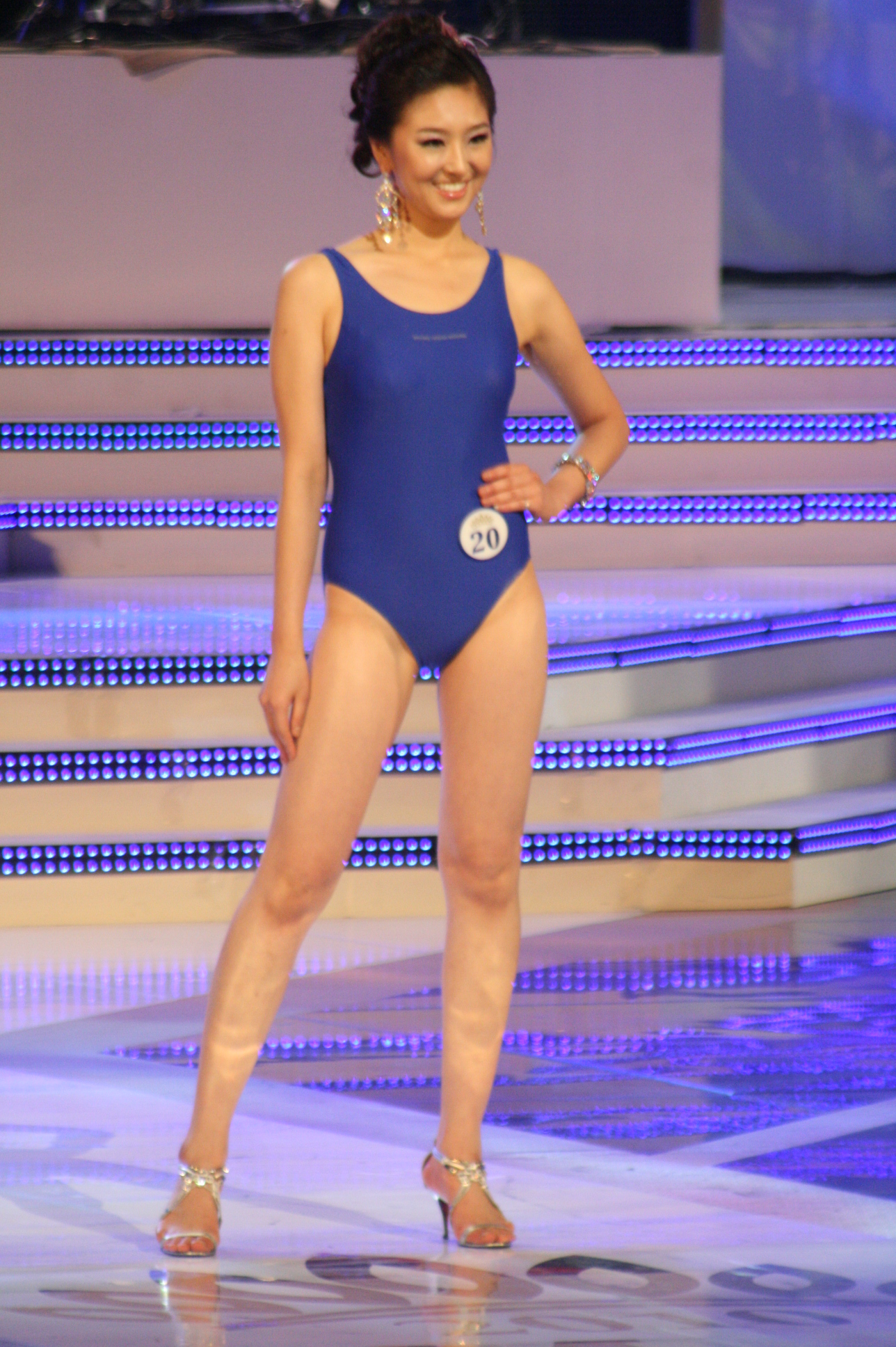
2010년 미스코리아 후보 김혜림, 미스 대구 진
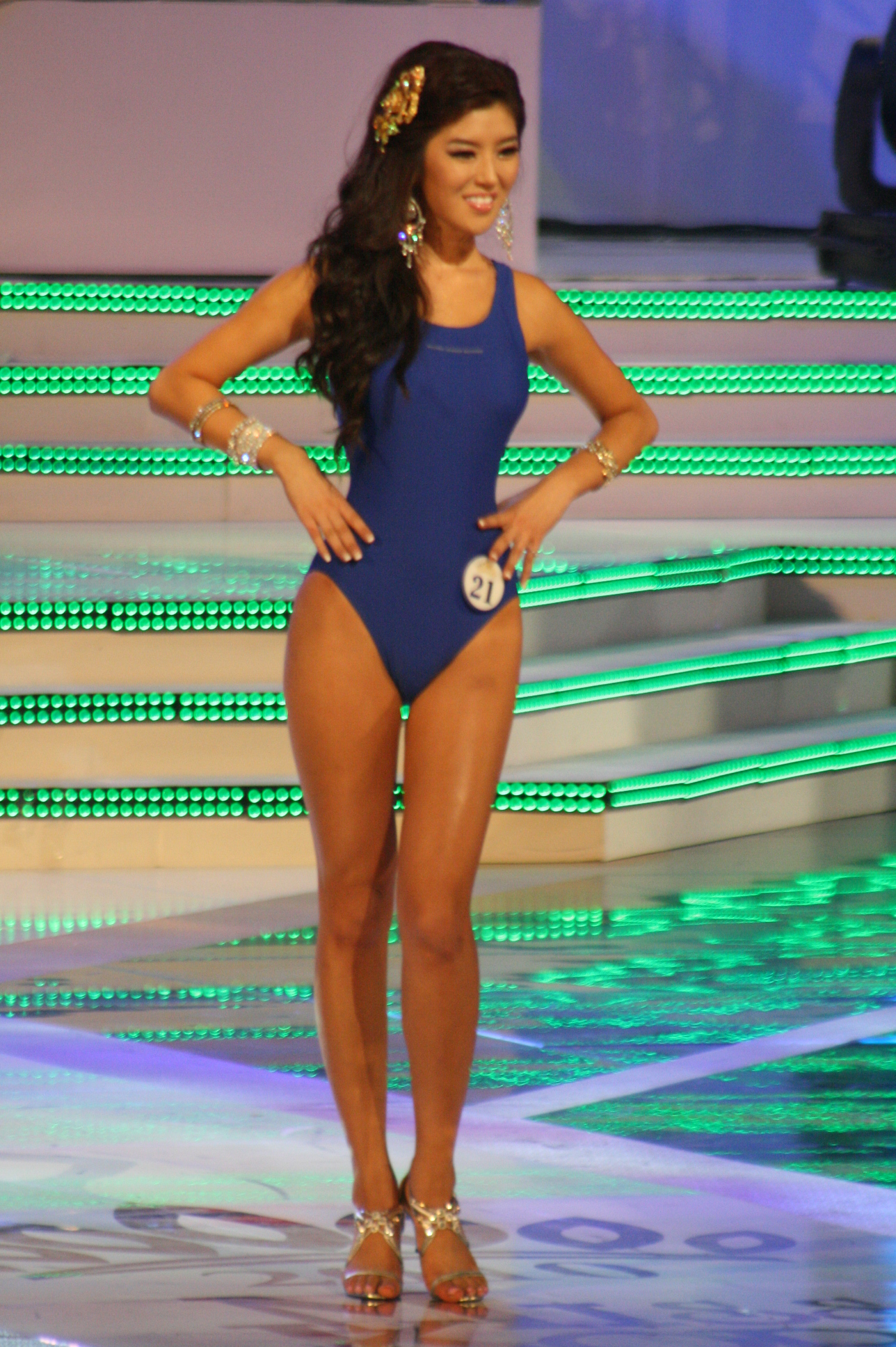
2010년 미스코리아 후보 이지현, 미스 LA 진
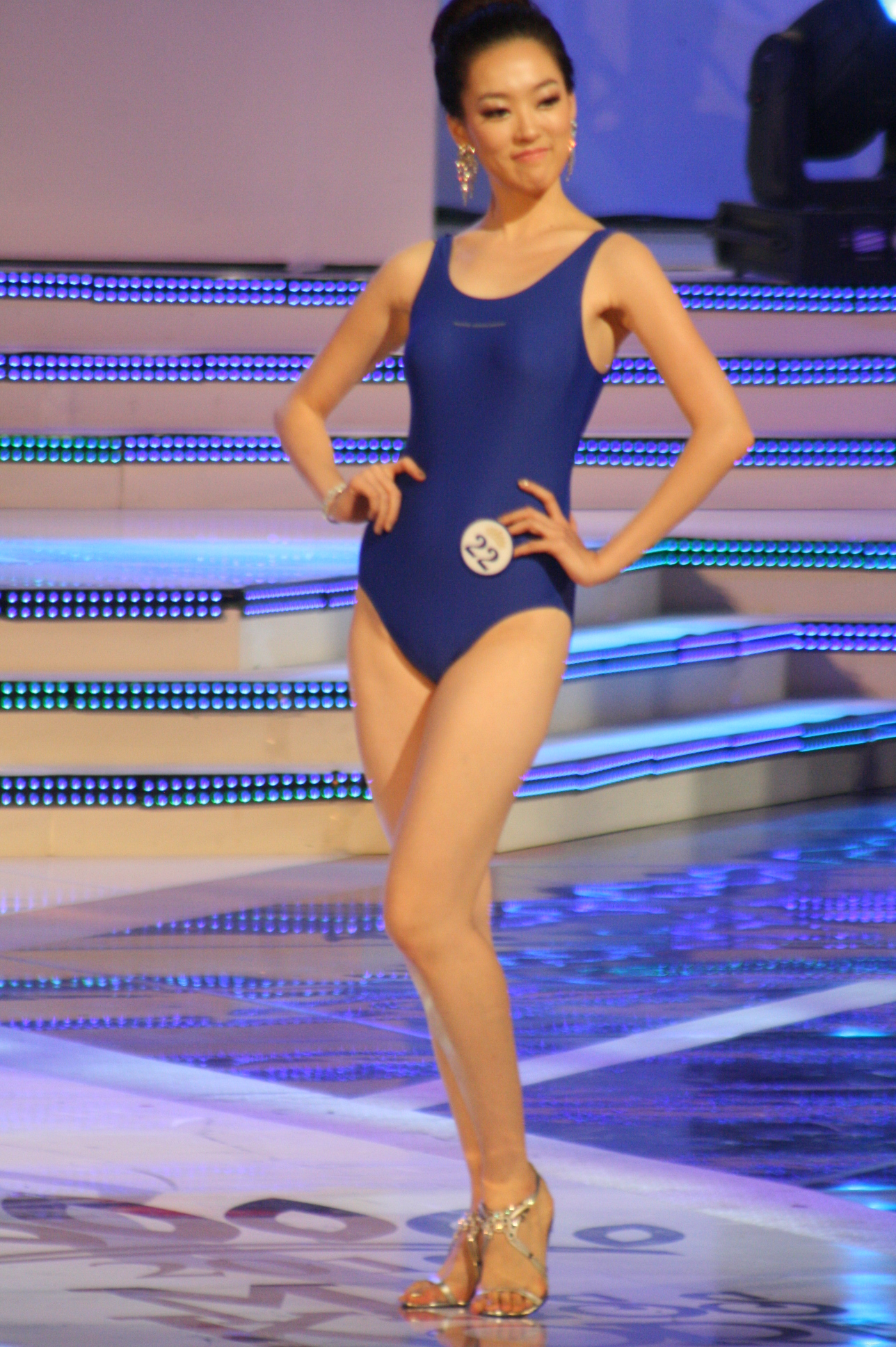
2010년 미스코리아 미 하현정, 미스 서울 미
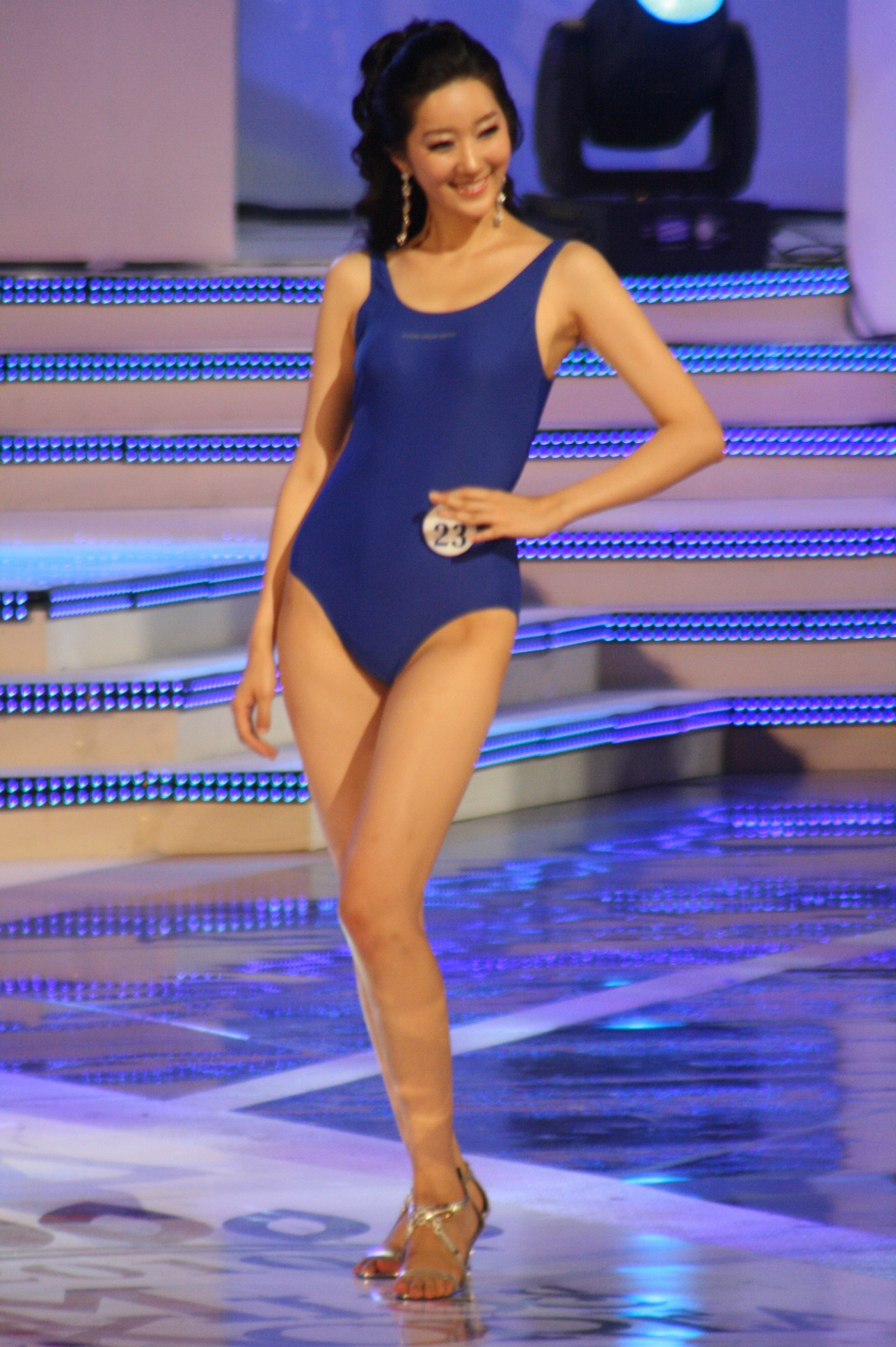
2010년 미스코리아 후보 황지애, 미스 대전-충남 진
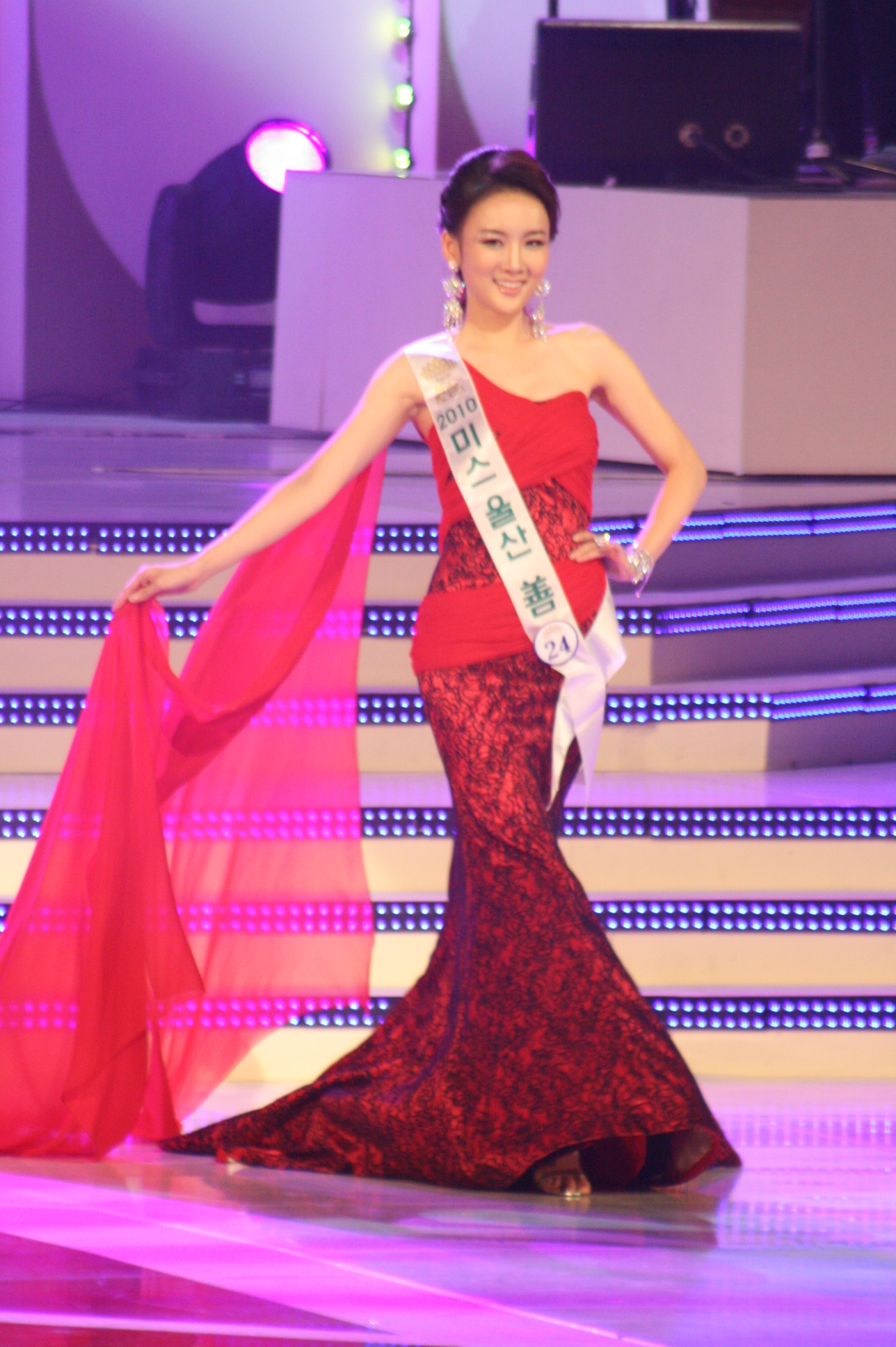
2010년 미스코리아 후보 김나경, 미스 울산 선
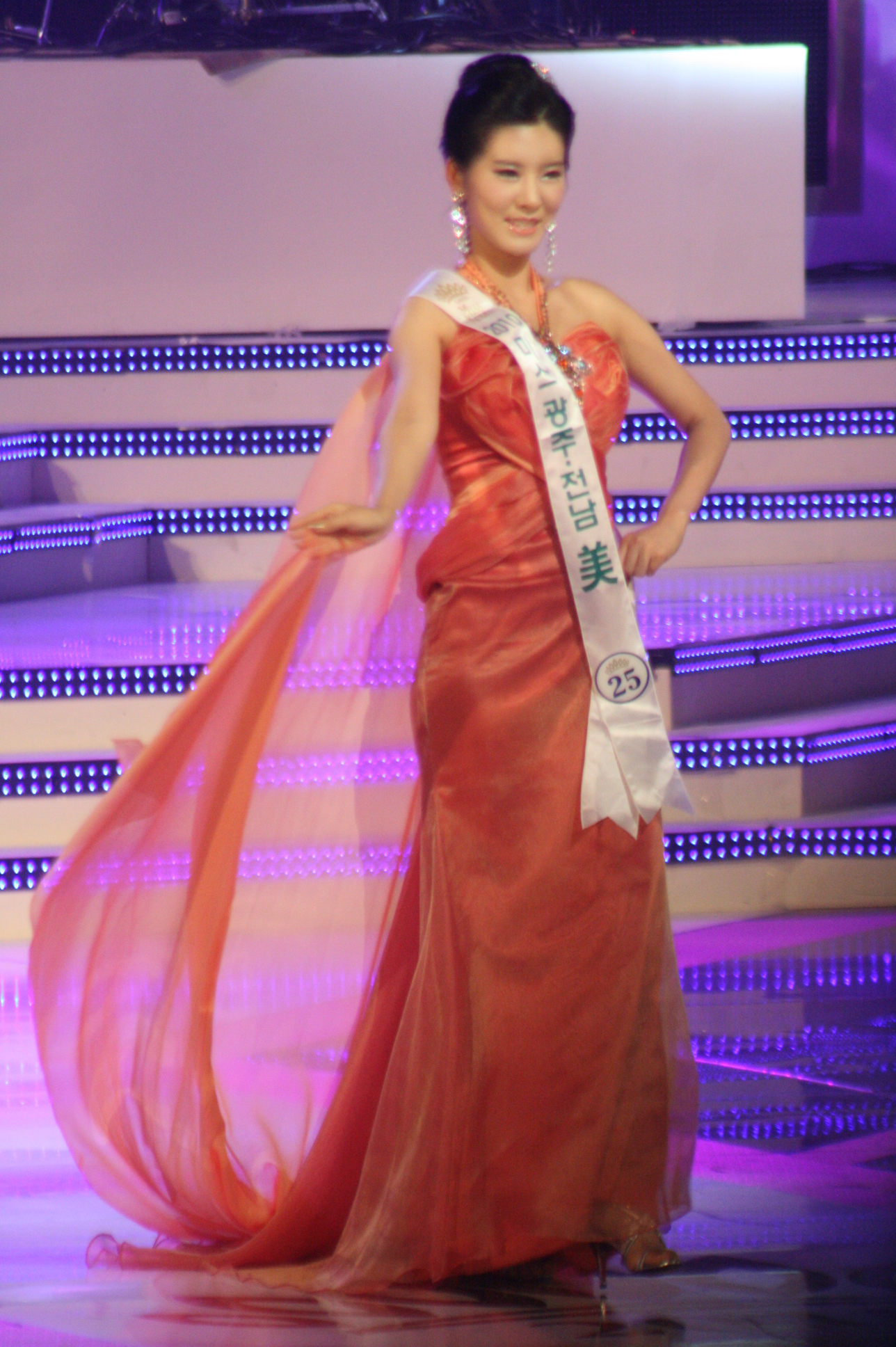
2010년 미스코리아 후보 황아현, 미스 광주-전남 미
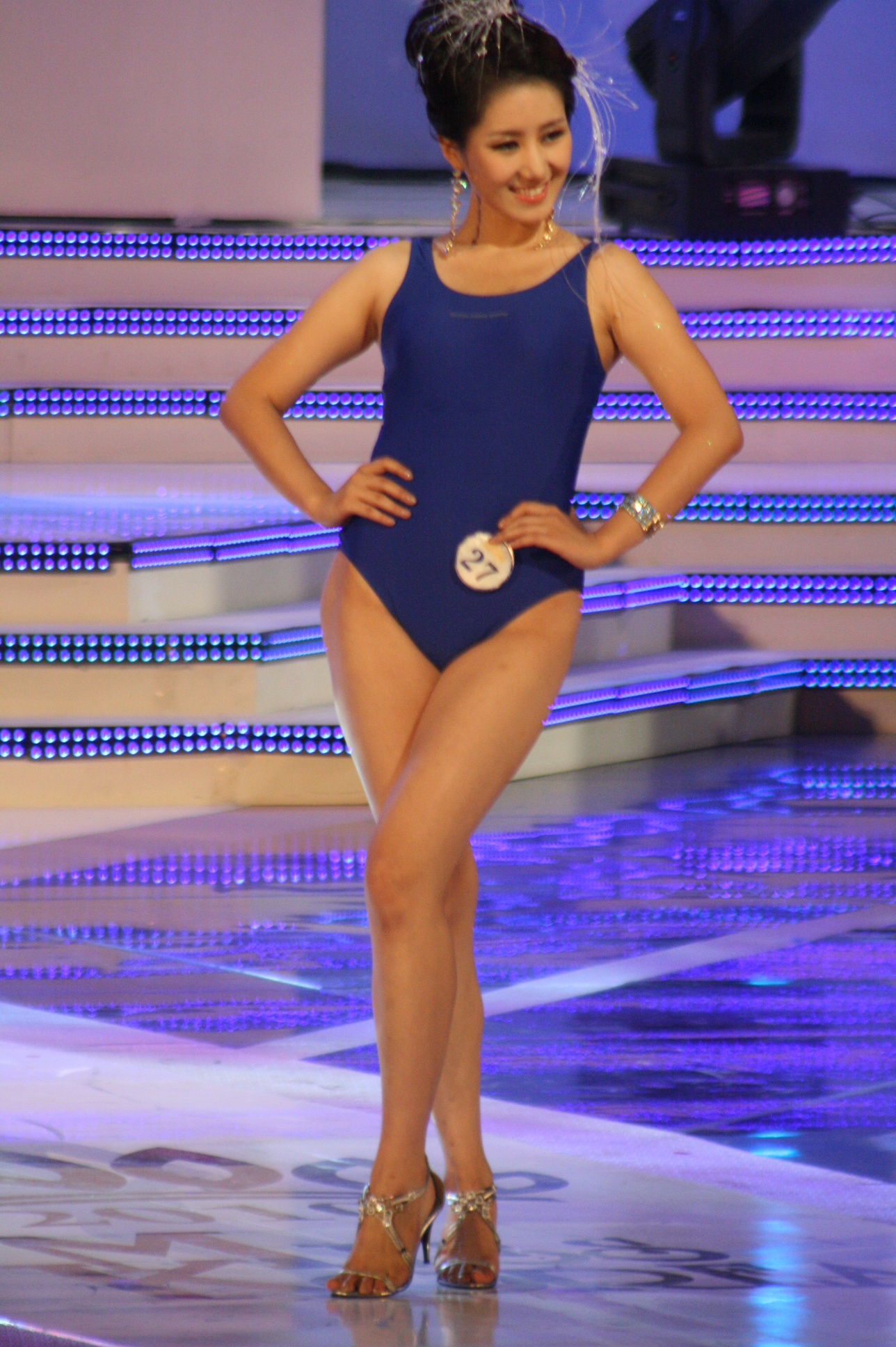
2010년 미스코리아 후보 홍지은, 미스 강원 선
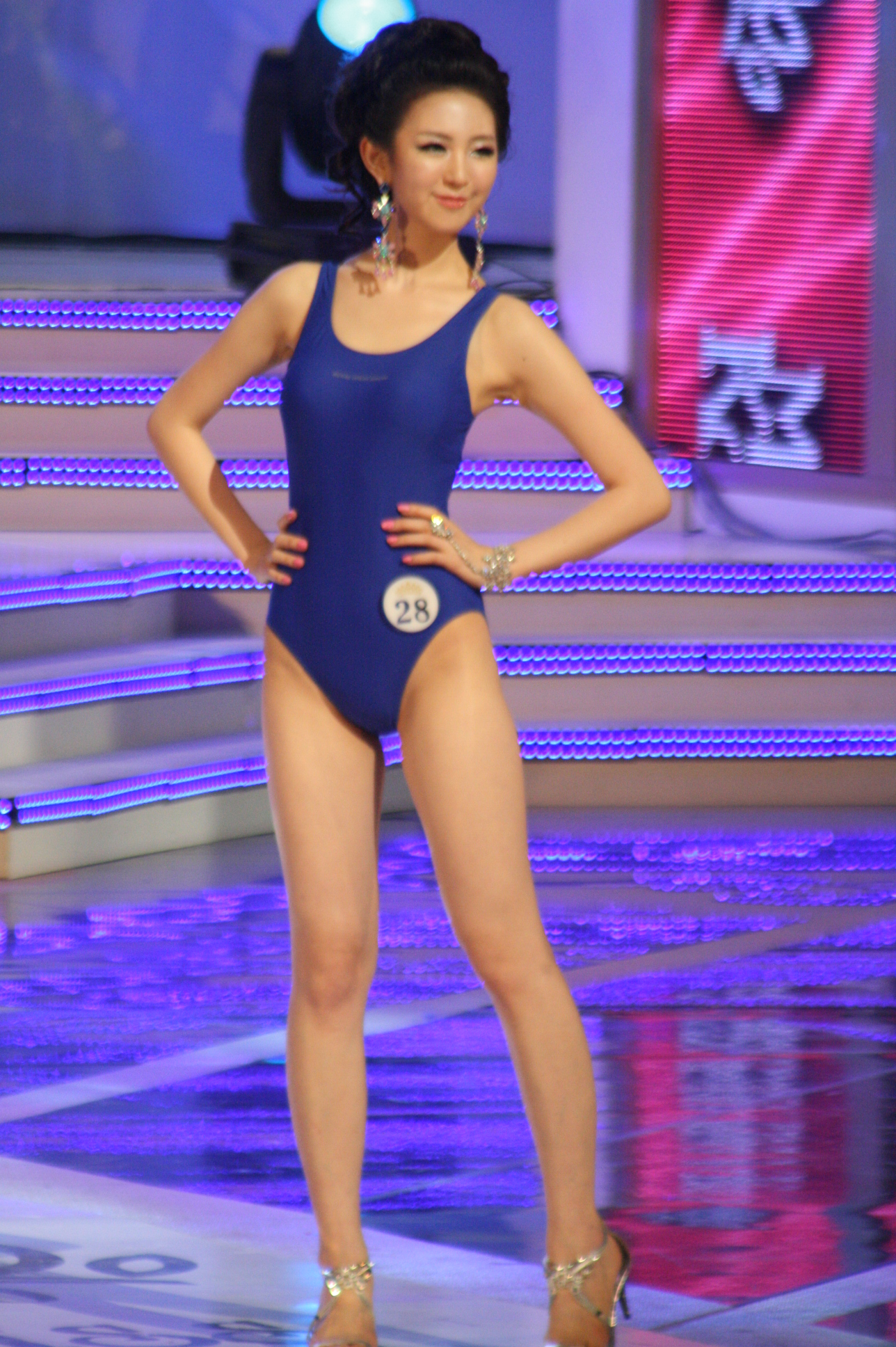
2010년 미스코리아 후보 온인주, 미스 인천 진
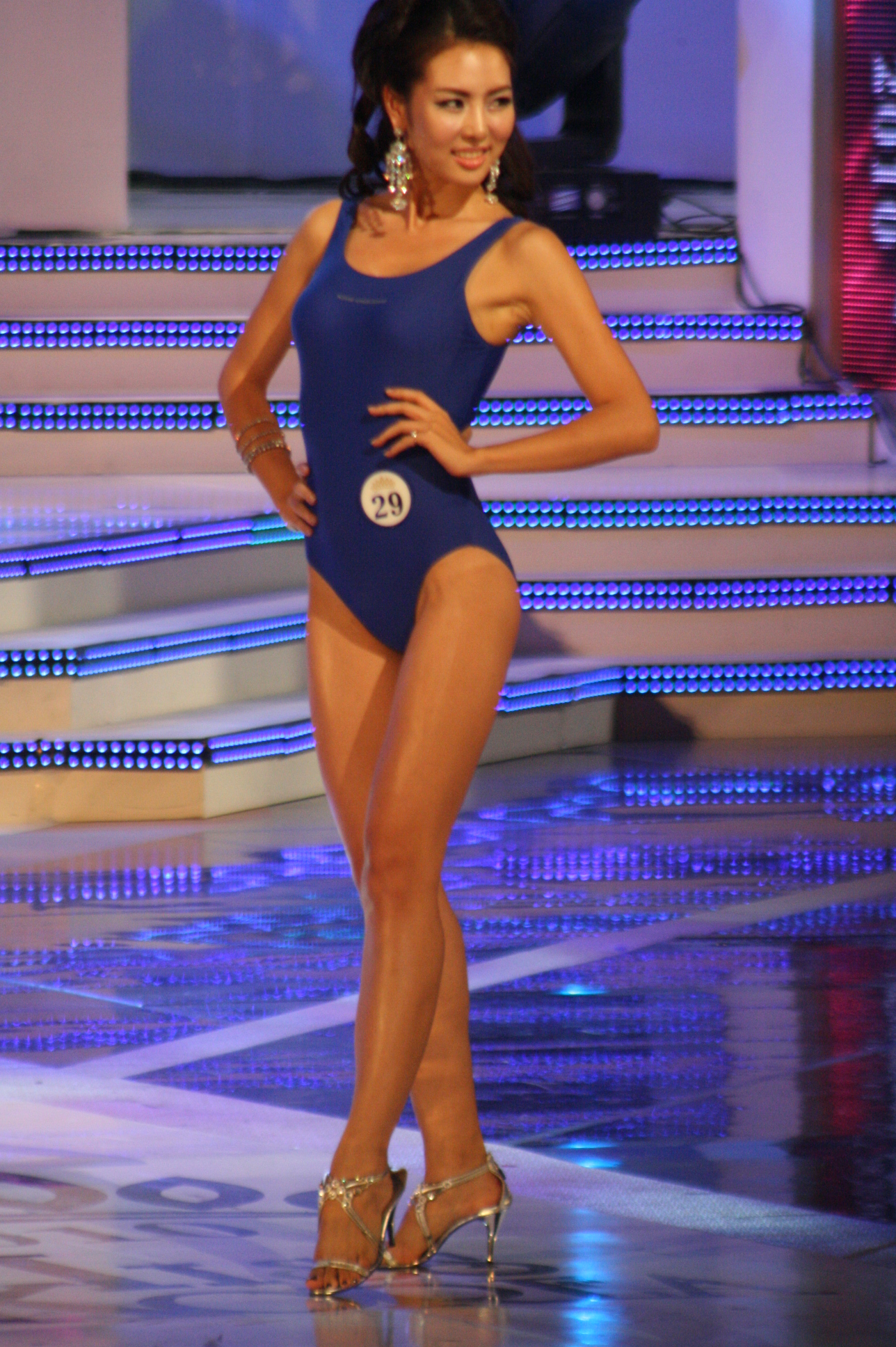
2010년 미스코리아 선 장윤진, 미스 서울 선
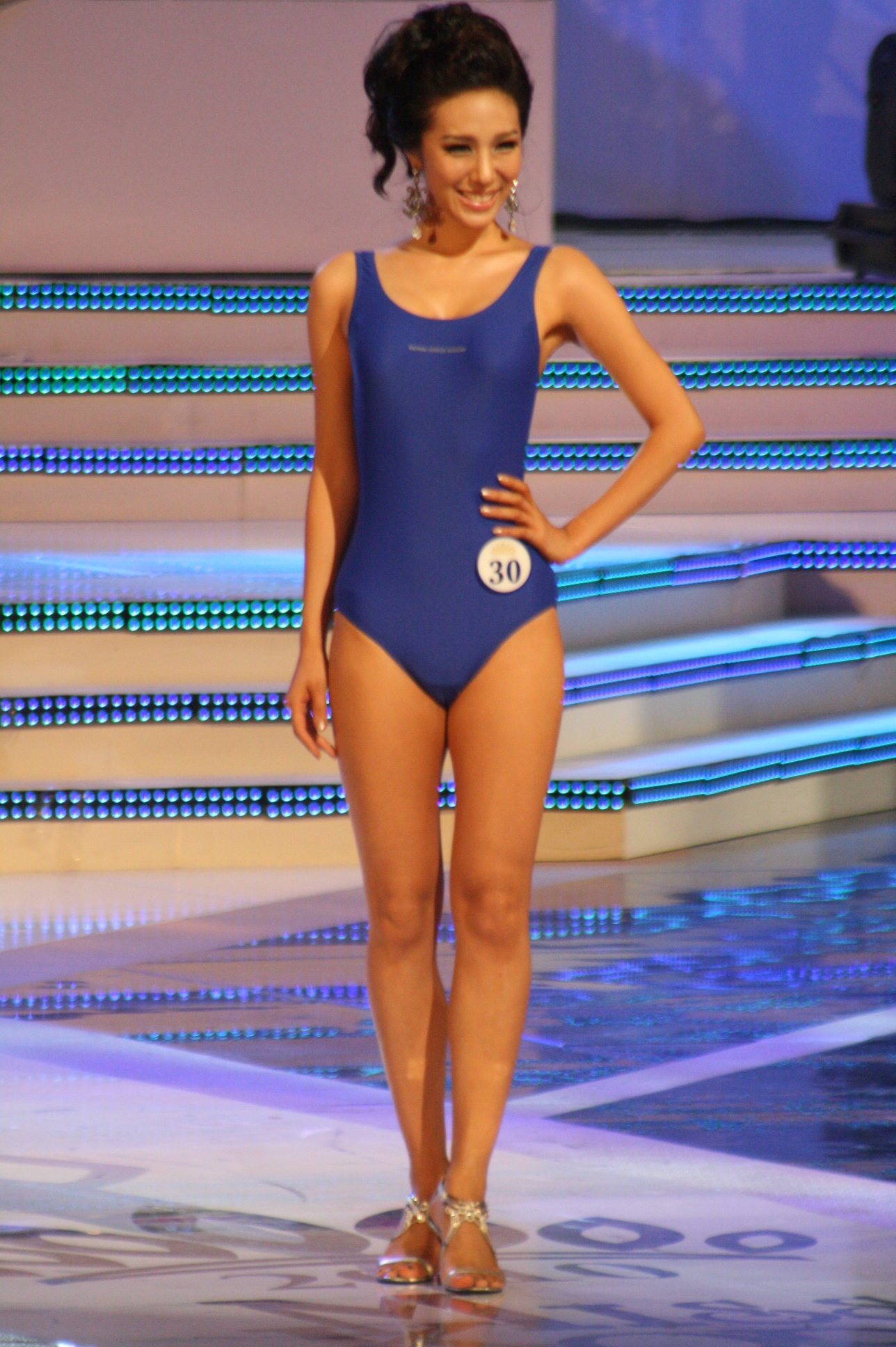
2010년 미스코리아 후보 옥수정, 미스 부산 선
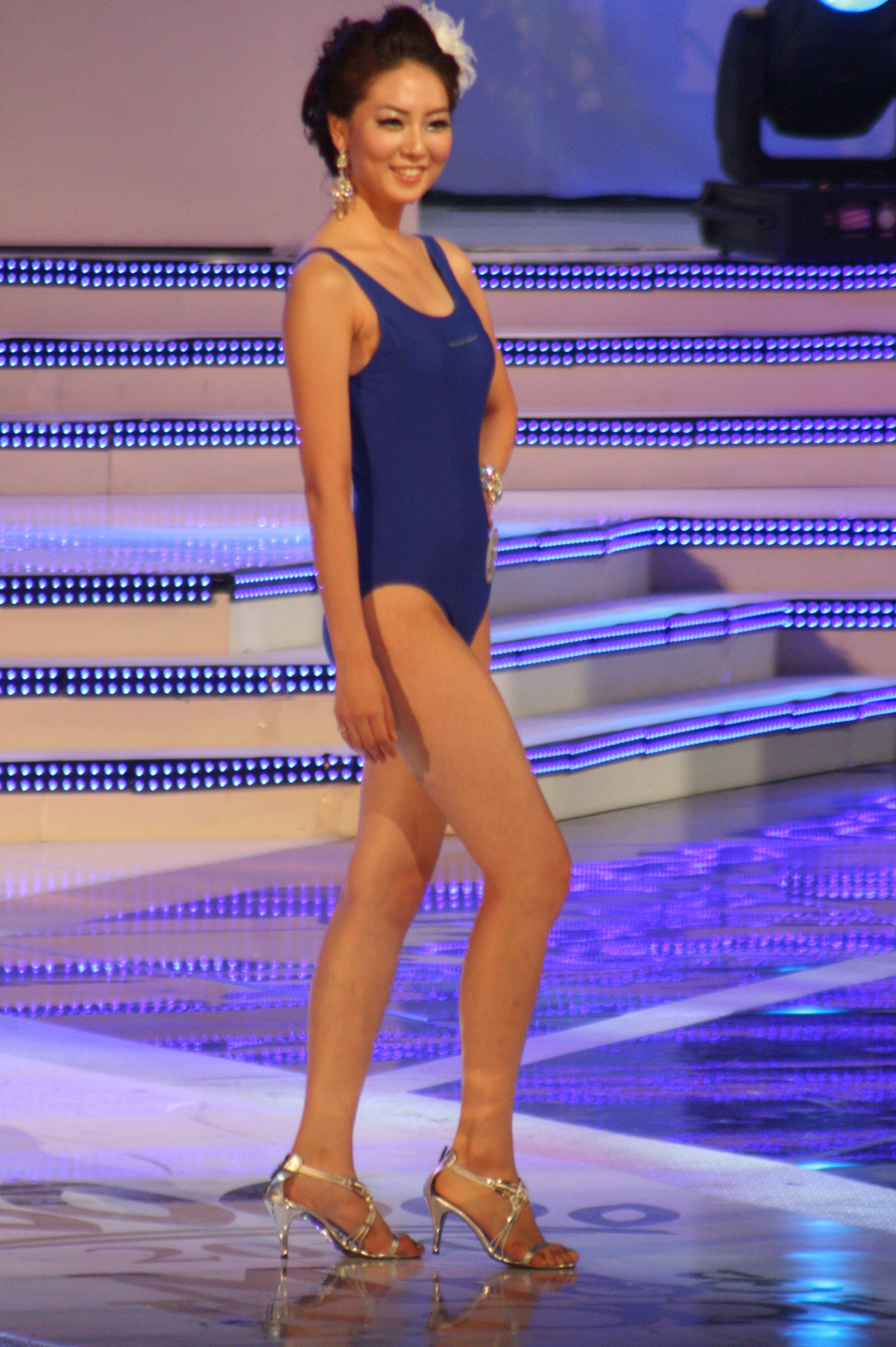
2010년 미스코리아 후보 이경민, 미스 경북 선
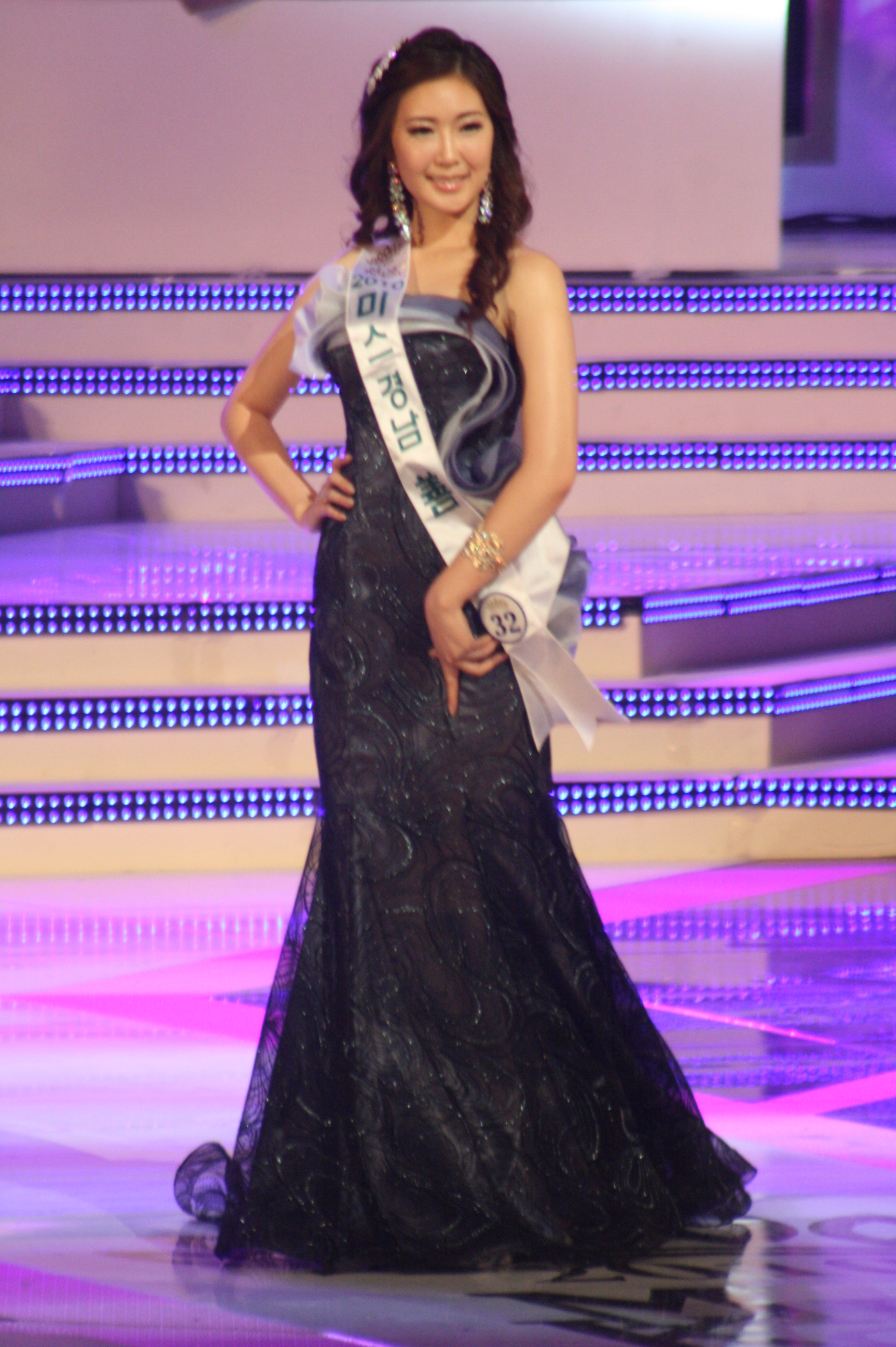
2010년 미스코리아 후보 김남은, 미스 경남 선
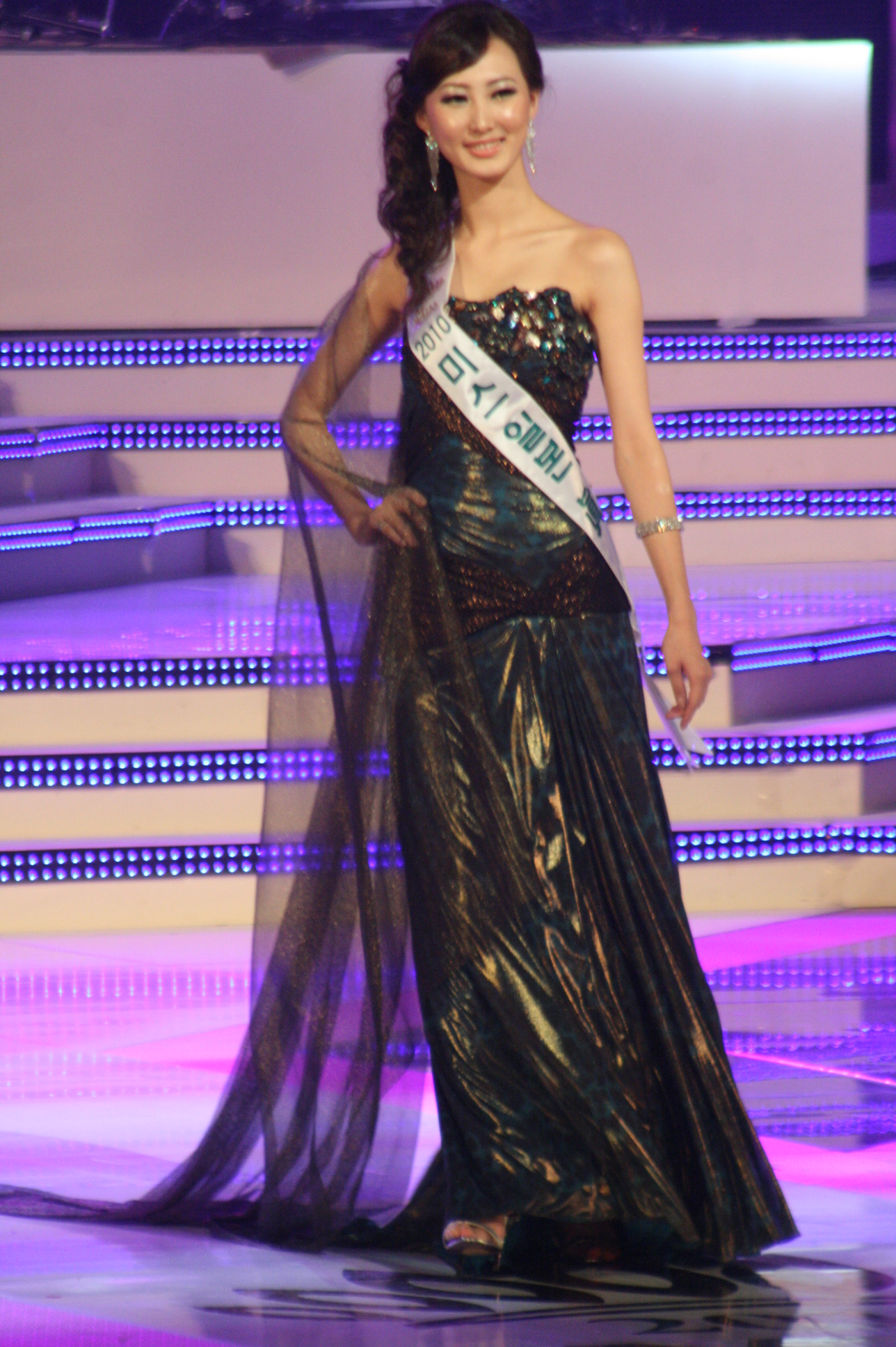
2010년 미스코리아 후보 김문정, 미스 일본 진
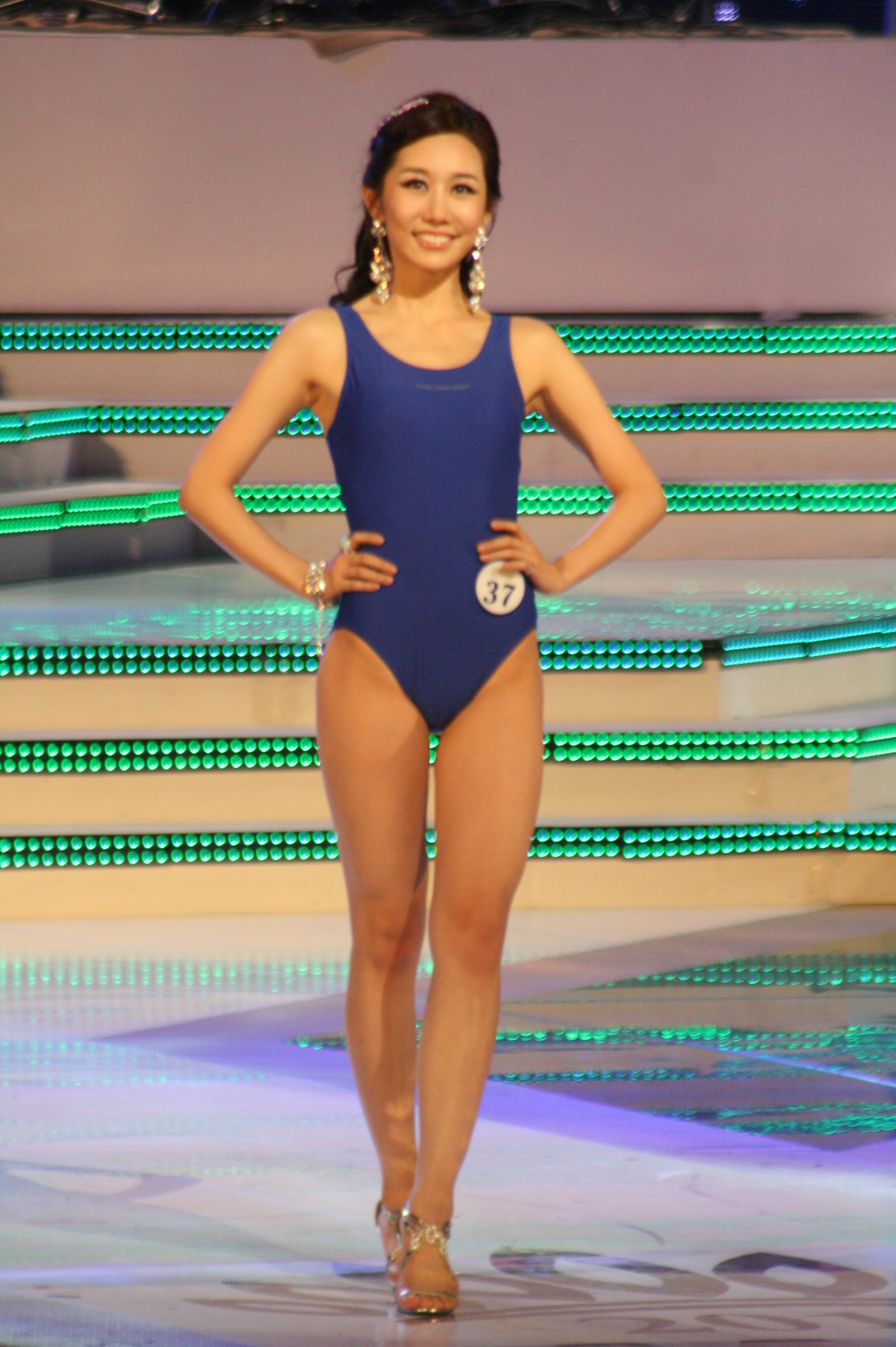
2010년 미스코리아 후보 정주연, 미스 경기 선
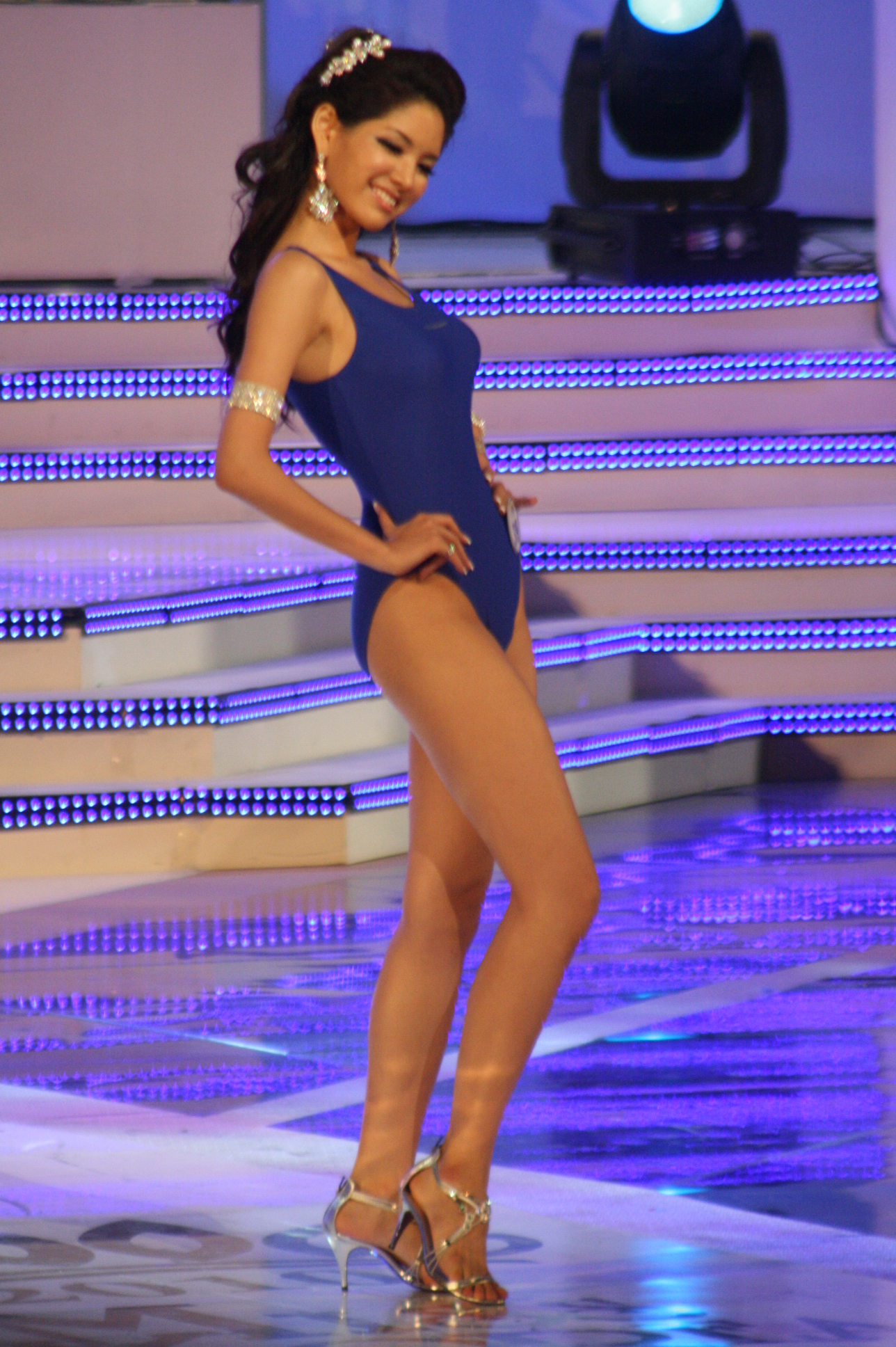
2010년 미스코리아 후보 하려원, 미스 광주-전남 선
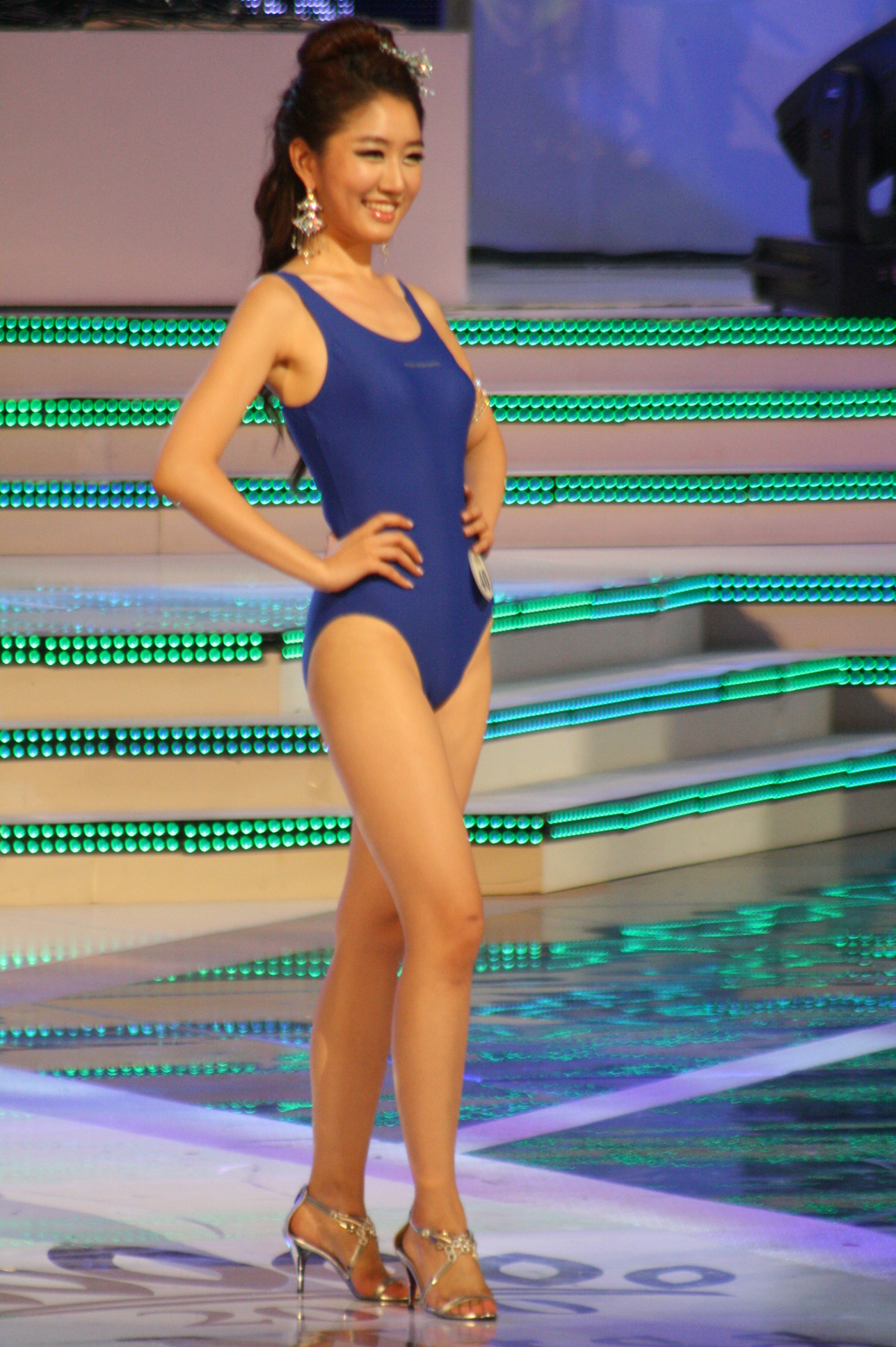
2010년 미스코리아 후보 유리나, 미스 경북 미
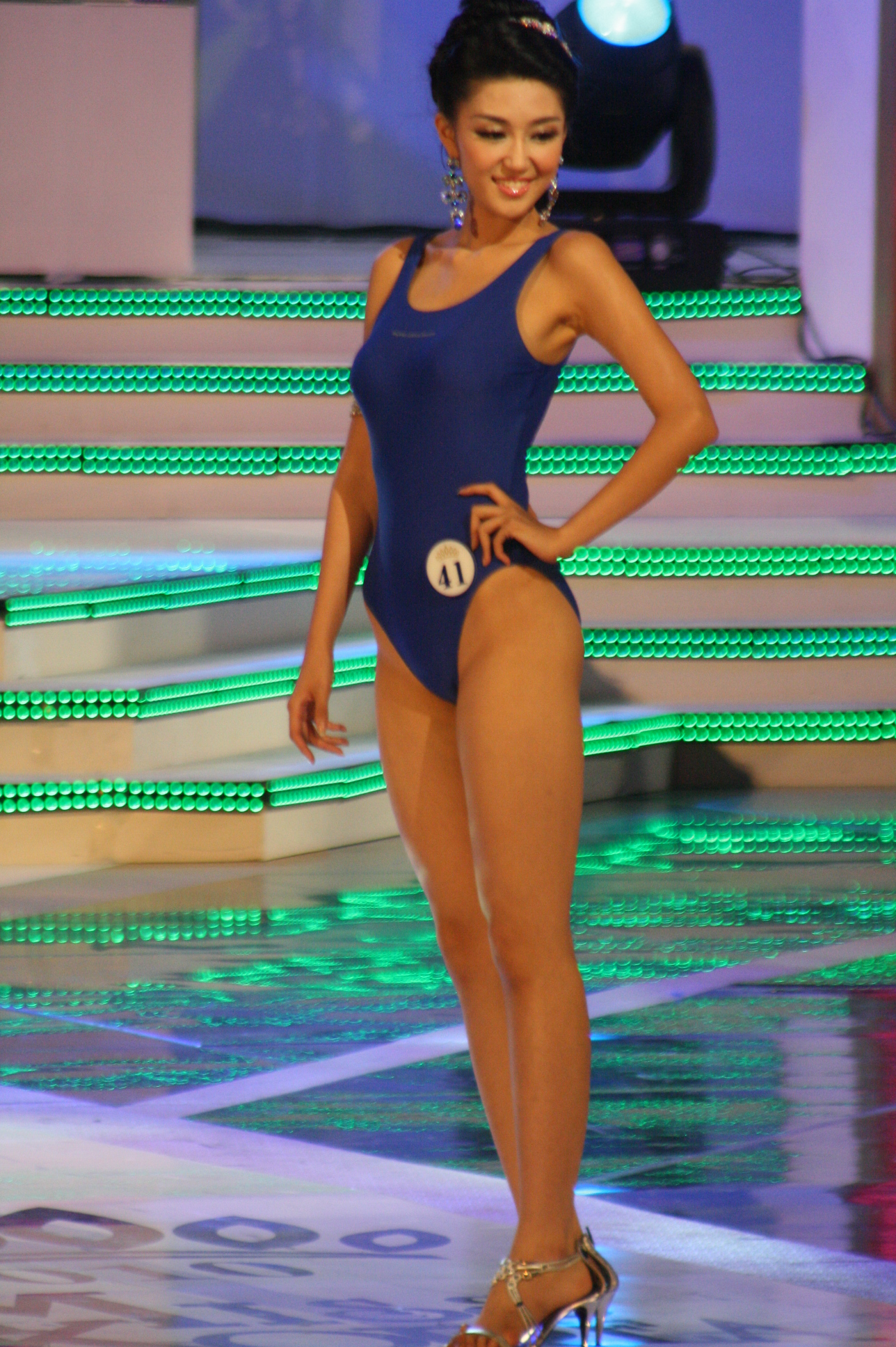
2010년 미스코리아 선 김혜영, 미스 경북 진
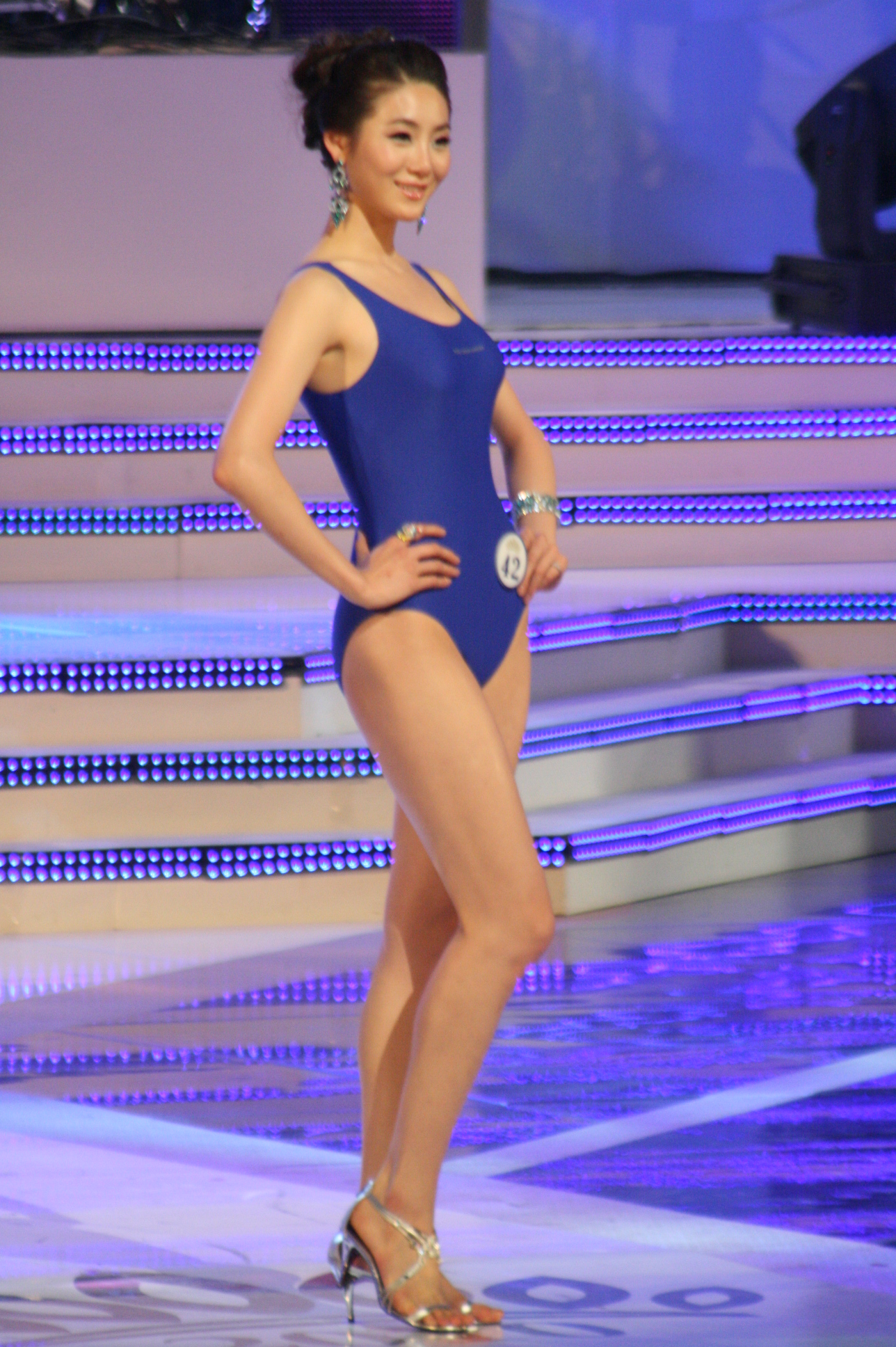
2010년 미스코리아 후보 정지혜, 미스 경기 진
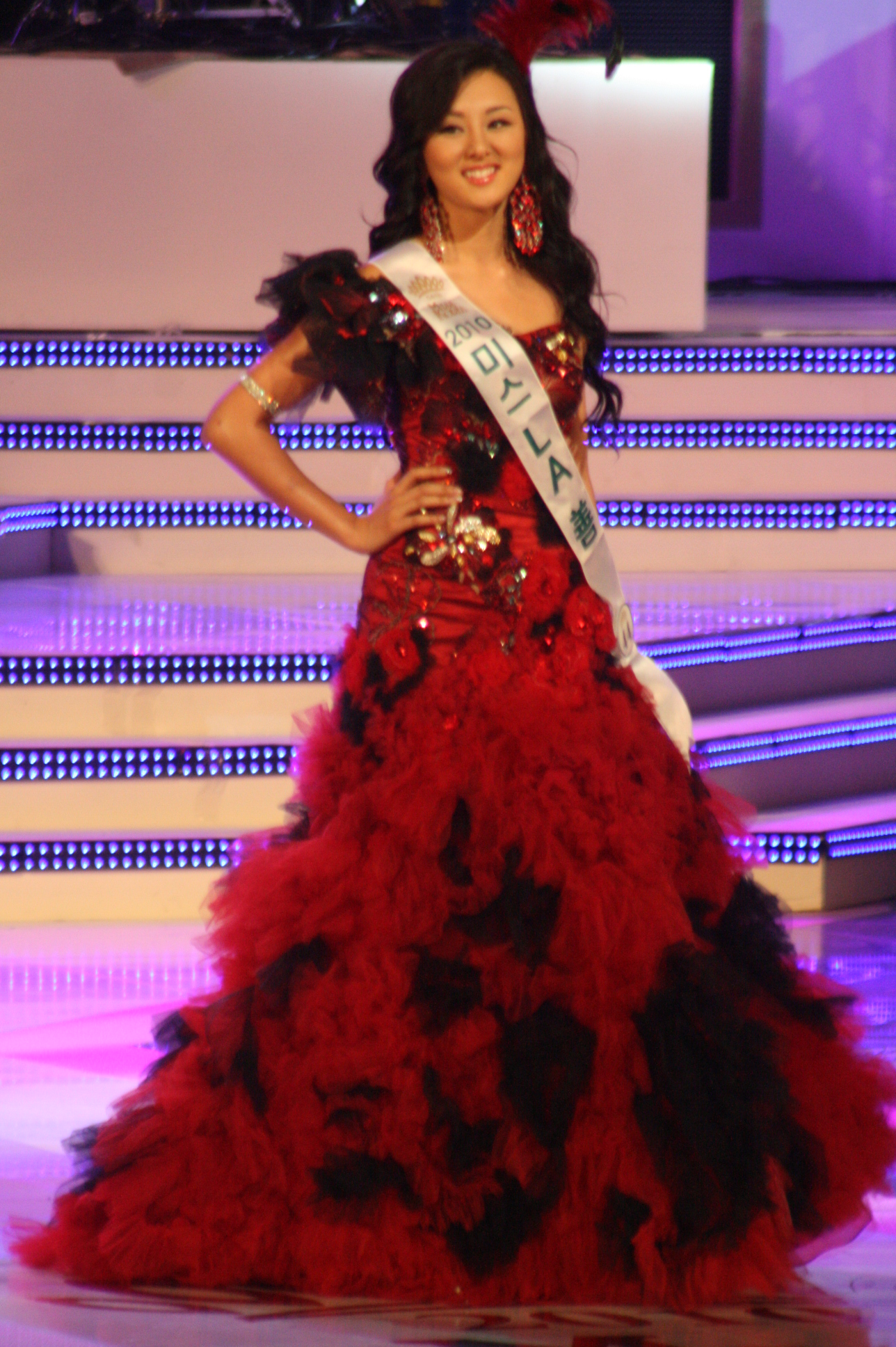
2010년 미스코리아 후보 김나연, 미스 LA 선
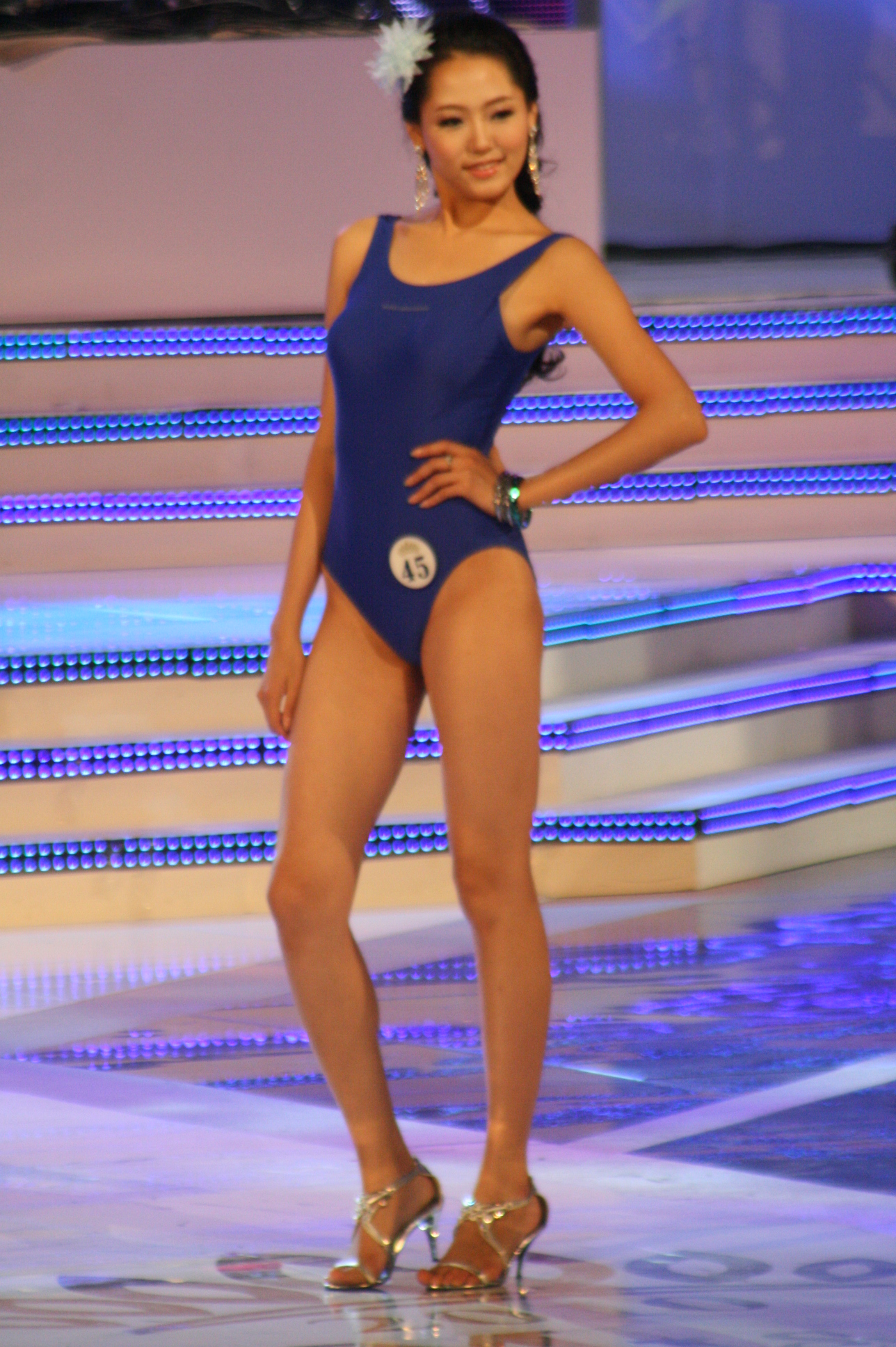
2010년 미스코리아 후보 강승아, 미스 전북 미
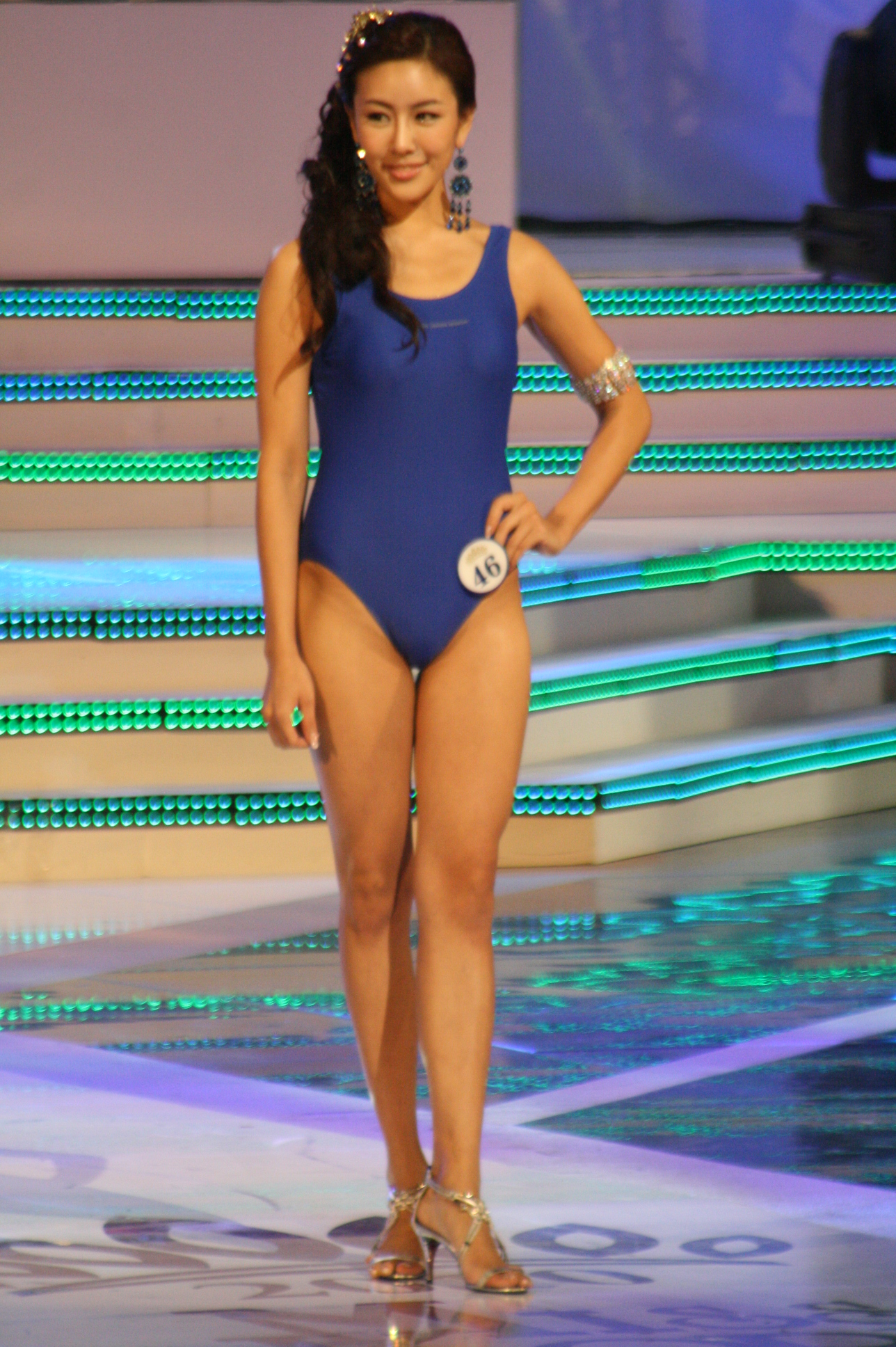
2010년 미스코리아 후보 이은지, 미스 뉴욕 진
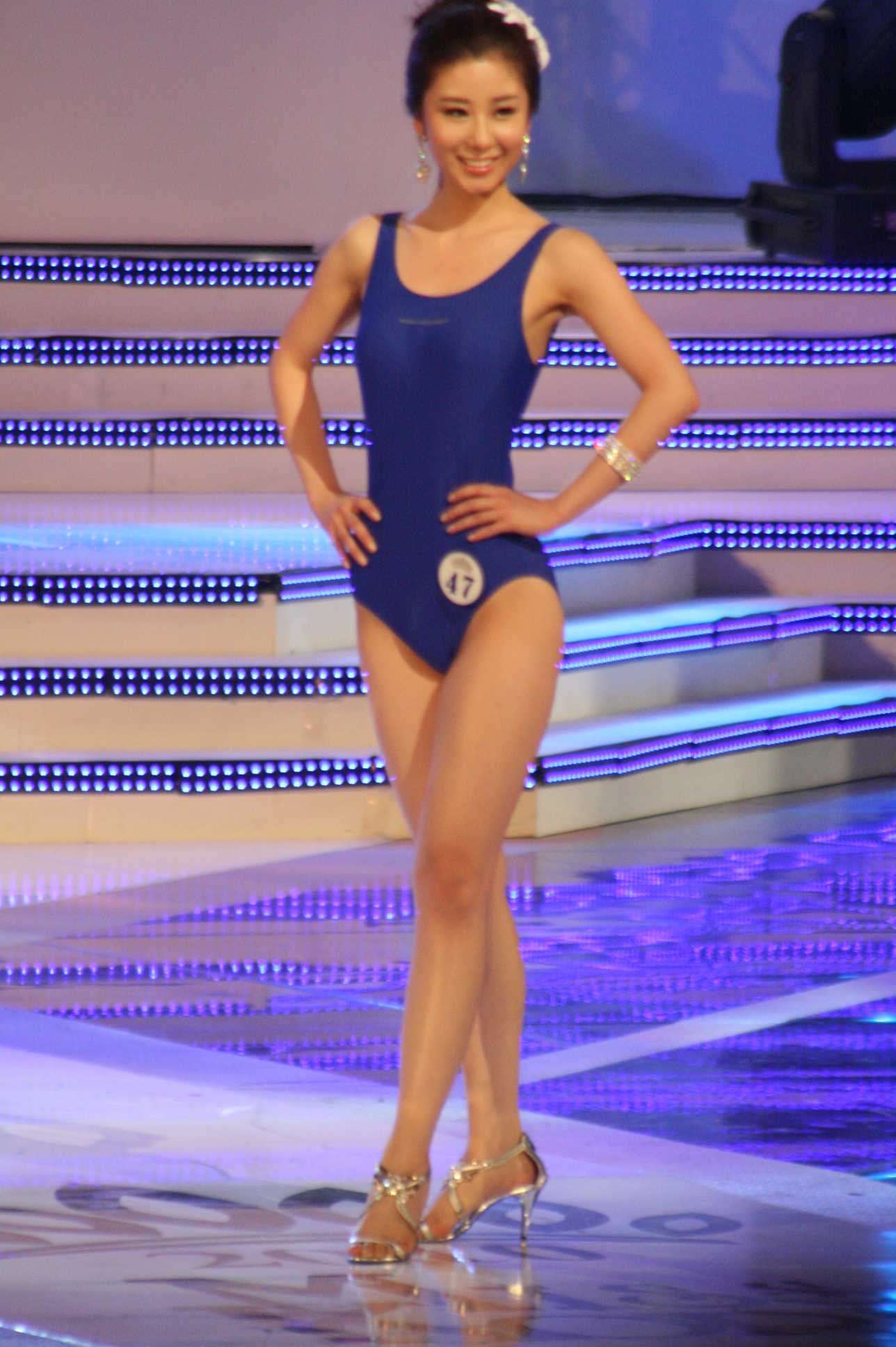
2010년 미스코리아 후보 박진아, 미스 시애틀 진
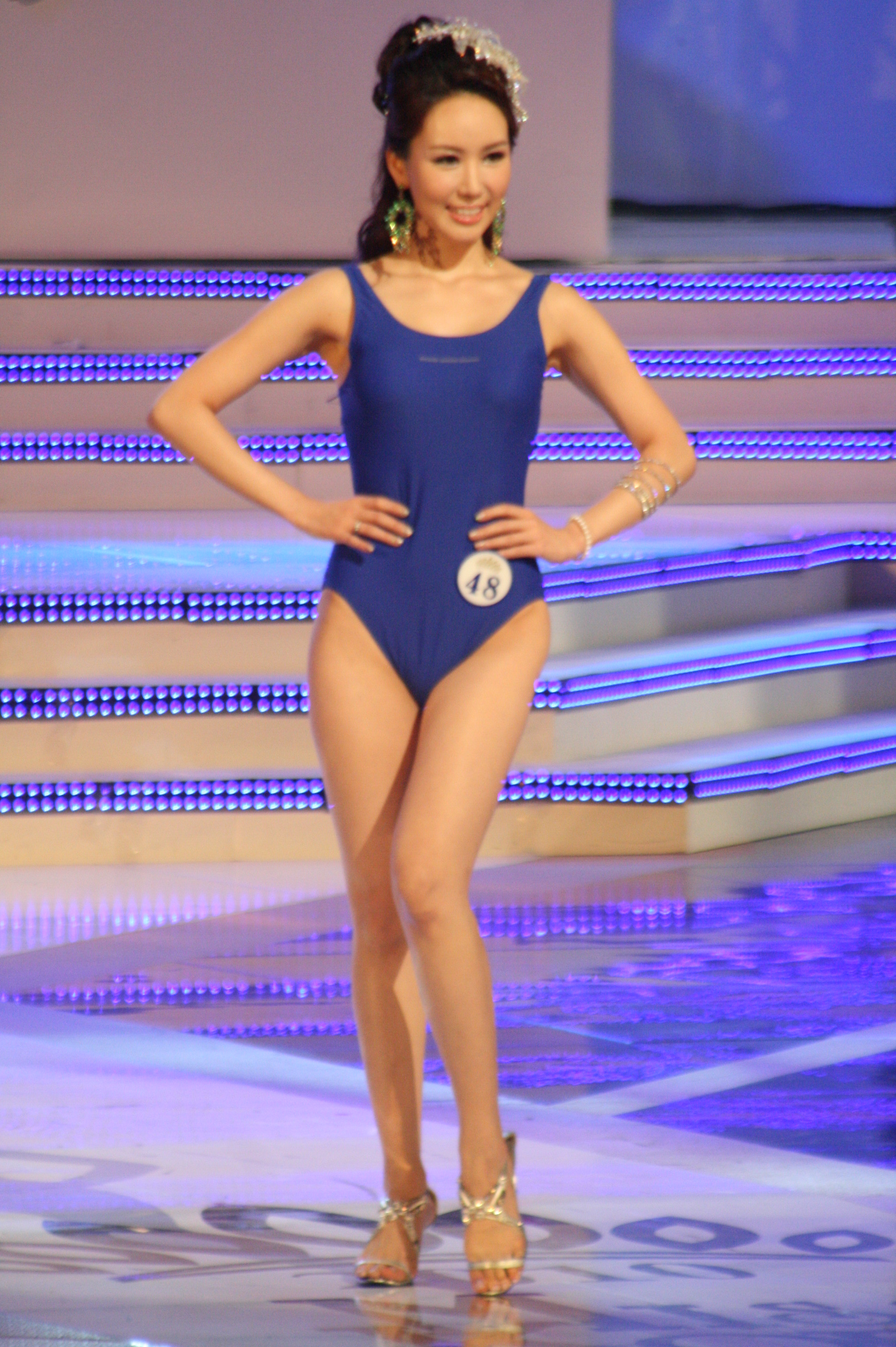
2010년 미스코리아 후보 홍태영, 미스 충북 진
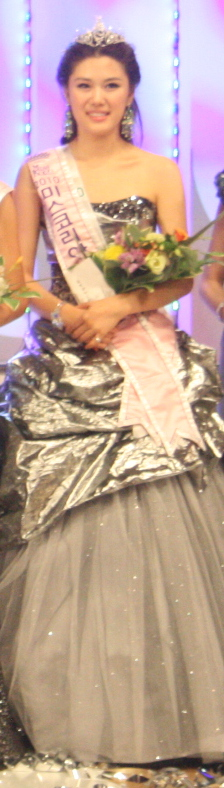
2010년 미스코리아 미 안다혜, 미스 충북 선
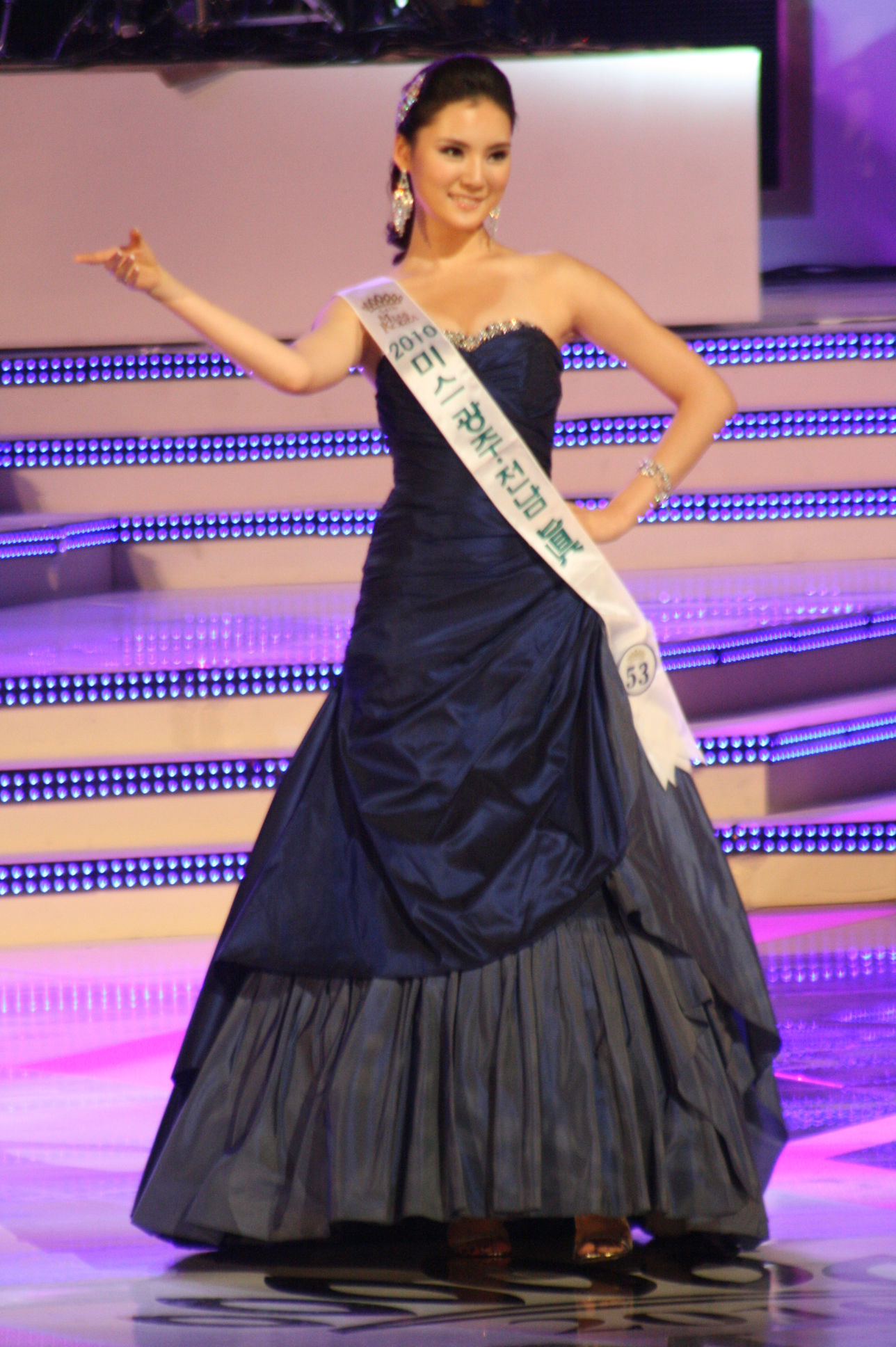
2010년 미스코리아 후보 정현화, 미스 광주-전남 진
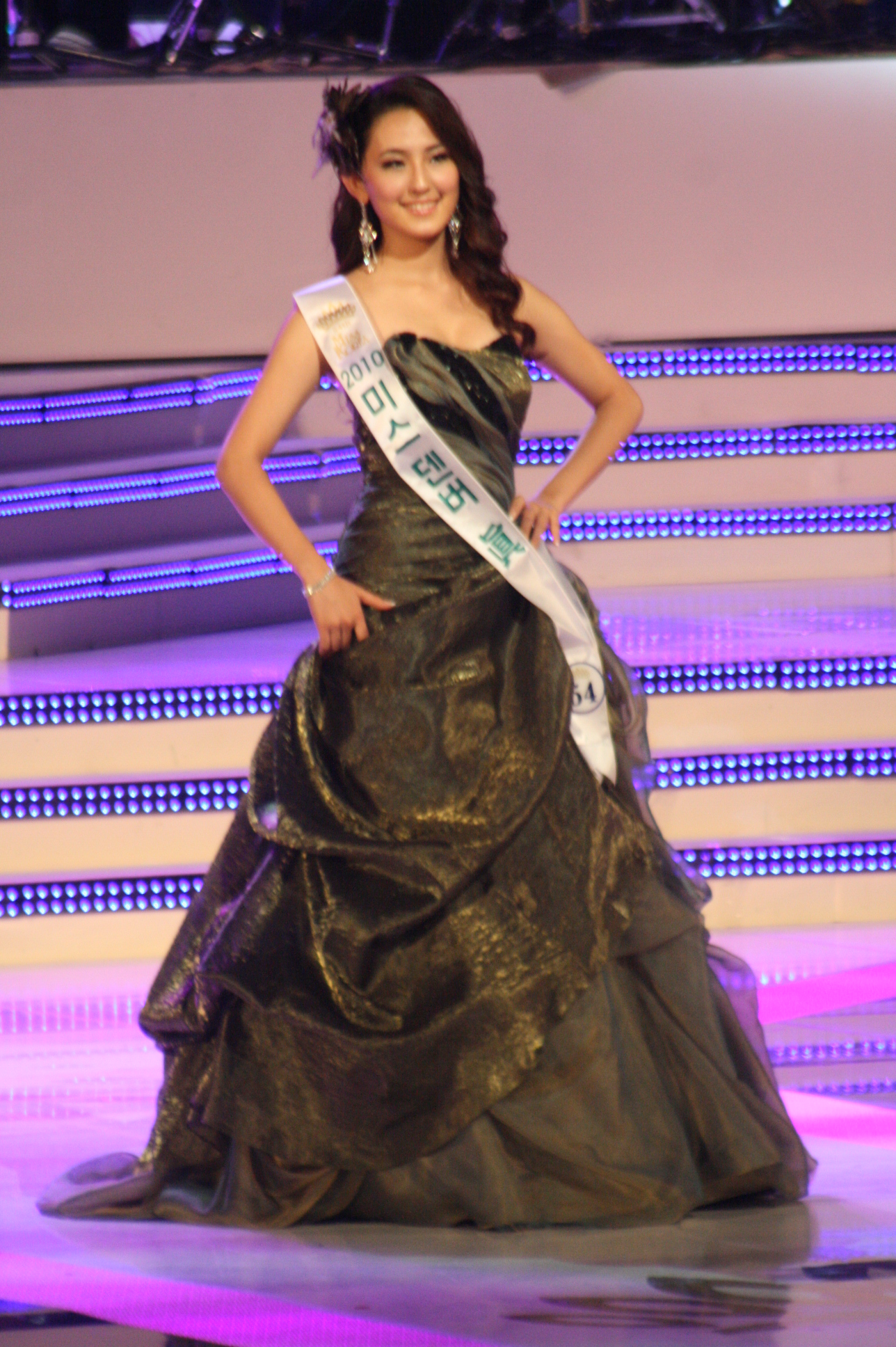
2010년 미스코리아 후보 장서경, 미스 덴버 진
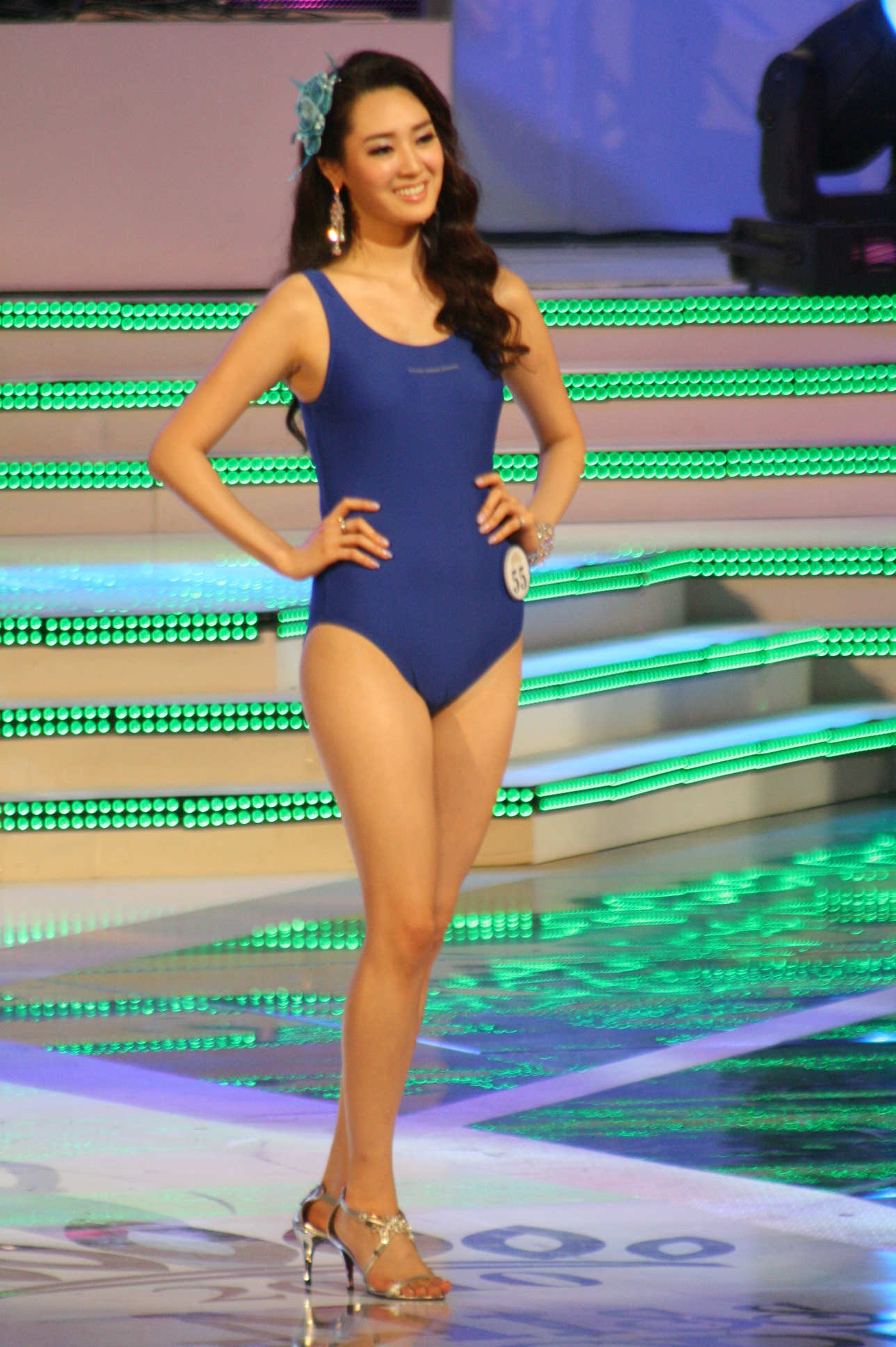
2010년 미스코리아 진 정소라, 미스 서울 선